# Liste der Kulturdenkmale in Görlitz-Altstadt, L–Z
In der Liste der Kulturdenkmale in Görlitz-Altstadt, L–Z sind sämtliche Kulturdenkmale der Görlitzer Altstadt verzeichnet, die bis September 2024 vom Landesamt für Denkmalpflege Sachsen erfasst wurden (ohne archäologische Kulturdenkmale) und deren Straßenname mit den entsprechenden Anfangsbuchstaben beginnt. Die Anmerkungen sind zu beachten.
Diese Liste ist eine Teilliste der Liste der Kulturdenkmale in Görlitz.

## Liste der Kulturdenkmale in Görlitz-Altstadt, L–Z
| Bild                                    | Bezeichnung | Lage                                                        | Datierung | Beschreibung | ID       |
| --------------------------------------- | --- | ----------------------------------------------------------- | --- | --- | -------- |
|                                         | Straßen der Historischen Altstadt mit Bürgersteigen und Granitpflasterungen | Langenstraße (Karte)                                        | 19. Jahrhundert                                                                                                 | Stadtgeschichtlich und straßenbildprägend von Bedeutung | 09302847 |
| Weitere Bilder                          | Wohnhaus in geschlossener Bebauung, Eckhaus | Langenstraße 1 (Apothekergasse 5) (Karte)                   | Nach 1525 | Renaissanceportal und gotisches Segmentbogenfenster, baugeschichtlich und hausgeschichtlich von Bedeutung | 09282456 |
|                                         | Wohnhaus in geschlossener Bebauung | Langenstraße 2 (Karte)                                      | Bezeichnet mit 1717–1719                                                                                        | Barockhaus, baugeschichtlich von Bedeutung. Eindrucksvoller Barockbau. Datiert im Schlussstein des Portals: „Nach dem Brande, so 1717 war, hat mich erbauen lassen Christian Erichson Perriquier. 1719“. | 09282458 |
|                                         | Wohnhaus in geschlossener Bebauung | Langenstraße 3 (Karte)                                      | Nach 1717 | Barockhaus, baugeschichtlich von Bedeutung. Wohl Umgestaltung der Fassade im 3. Viertel des 19. Jahrhunderts. Innen original barock. | 09282459 |
|                                         | Wohnhaus in geschlossener Bebauung | Langenstraße 5 (Karte)                                      | Nach 1717 | Barockhaus, baugeschichtlich von Bedeutung. Bau schlicht und schmucklos. | 09282460 |
|                                         | Wohnhaus in geschlossener Bebauung | Langenstraße 10 (Karte)                                     | Nach 1717 | Barockhaus, baugeschichtlich von Bedeutung. Haustür um 1800. | 09282463 |
|                                         | Wohnhaus in geschlossener Bebauung | Langenstraße 11 (Karte)                                     | Nach 1717 | Barockhaus, baugeschichtlich von Bedeutung. Fassade mit Proportionen aus dem 18. Jahrhundert. Fenster Anfang 19. Jahrhundert. LKD. | 09282464 |
|                                         | Wohnhaus in geschlossener Bebauung, Eckhaus zur Verrätergasse, mit Laden mit originaler Front und Schwibbogen über die Verrätergasse | Langenstraße 12 (Karte)                                     | Bezeichnet mit 1527                                                                                             | Baugeschichtlich von Bedeutung. Inschriftentafel trägt die Jahreszahl 1527. Haustür Mitte 19. Jahrhundert. | 09282465 |
|                                         | Wohnhaus in geschlossener Bebauung, Eckhaus zur Verrätergasse, mit originaler Ladenfront | Langenstraße 13 (Karte)                                     | Nach 1717, im Kern älter                                                                                        | Barockhaus mit älterem Kern, baugeschichtlich von Bedeutung. Kern 15. Jahrhundert. Schöne Stuckdecken nach 1717. Biedermeierhaustür um 1820. Ladenfront um 1850. | 09282466 |
|                                         | Wohnhaus in geschlossener Bebauung | Langenstraße 14 (Karte)                                     | Nach Brand 1717, Kern älter                                                                                     | Barockhaus mit älterem Kern, baugeschichtlich von Bedeutung. Kern mittelalterlich, nach Brand 1717 neu aufgebaut. 2. Obergeschoss später. | 09282467 |
|                                         | Wohnhaus in geschlossener Bebauung | Langenstraße 15 (Karte)                                     | Nach 1717 | Barockhaus, baugeschichtlich von Bedeutung. Innere Hausstruktur kaputt. Haustür Mitte 19. Jahrhundert, Fassade vielleicht auch aus der Zeit. | 09282468 |
|                                         | Wohnhaus in geschlossener Bebauung | Langenstraße 16 (Karte)                                     | Nach 1717 | Barockhaus, baugeschichtlich von Bedeutung. Barocke Proportionen noch erkennbar, Mansarddach. Putz um 1920, Putznutungen im Erdgeschoss 1. Hälfte 19. Jahrhundert. Haustür 2. Viertel 19. Jahrhundert. | 09282469 |
|                                         | Wohnhaus in geschlossener Bebauung | Langenstraße 17 (Karte)                                     | Nach 1717 (im Kern älter)                                                                                       | Gotischer Bau mit Schulterbogenportal und gotischen Erdgeschossfenstern jüngst freigelegt, baugeschichtlich und hausgeschichtlich von Bedeutung. 1992 mit glatt verputztem zeitlosen Bild. | 09282470 |
|                                         | Mietshaus in geschlossener Bebauung, mit Laden mit originaler Front | Langenstraße 18 (Karte)                                     | 1880er Jahre | Städtebaulich von Bedeutung. Das Haus könnte aus städtebaulichen Gründen um ein Obergeschoss kleiner gemacht werden. Originale Haustür. Stuck im Eingangsbereich. | 09282471 |
|                                         | Mietshaus in geschlossener Bebauung, mit Laden | Langenstraße 19 (Karte)                                     | 1870 | Bauherr ist der Gemüsehändler F. Ploetz, städtebaulich von Bedeutung | 09282472 |
|                                         | Wohnhaus in geschlossener Bebauung | Langenstraße 20 (Karte)                                     | 16. Jahrhundert                                                                                                 | Baugeschichtlich von Bedeutung. Zweiachsiges Haus. Haustür um 1820. | 09282473 |
|                                         | Wohnhaus in geschlossener Bebauung | Langenstraße 21 (Karte)                                     | Nach 1717 | Baugeschichtlich von Bedeutung. Innen nicht mehr barock, fiel wohl der Umgestaltung im 19. Jahrhundert mit zum Opfer. Rechts kleiner neuer Laden. | 09282474 |
|                                         | Wohnhaus in geschlossener Bebauung, Eckhaus, mit Laden mit originaler Front | Langenstraße 22 (Karte)                                     | Um 1865 | Städtebaulich von Bedeutung. Ehemals auch Adresse Breite Straße 19. Laut ALK-Daten gibt es keine Adresse Breite Straße 19. Originale Haustüren. | 09282475 |
| Weitere Bilder                          | Städtische Schule | Langenstraße 23 (Breite Straße 7) (Karte)                   | 1846 | Stattlicher klassizistischer Bau, umschließt mit drei Flügeln einen kleinen Hof, baugeschichtlich und ortsgeschichtlich von Bedeutung. Großer Baukörper, klassizistische Formen mit einigen neugotischen Elementen. Originale Fenster späteres 19. Jahrhundert. | 09282477 |
|                                         | Alte Synagoge | Langenstraße 24 (Karte)                                     | 1853, bis 1911 genutzt                                                                                          | Im einstigen Hinterhof des Hotels „Weißes Roß“ Obermarkt 17, Gebäude war vorher Gesellschaftstheater und als solches wahrscheinlich mit dem Stadttheater von 1850 überflüssig, wenig erhaltene Innenarchitektur, Außenbau neugotisch, baugeschichtlich und ortsgeschichtlich von Bedeutung. Postadresse ist Langenstraße 23. Bau ähnlich einem großen Saal eines Gasthofs. Coducchi-Fenster. Der ehemalige Haupteingang vielleicht über den Hinterhof eines Obermarkthauses. Basilikale Fassade, zurückgesetzt von der Langenstraße. Innen Zwischendecke eingezogen, kaum Ausstattung mehr. Nebentreppenhaus mit gusseisernem Geländer. Originale Holzfenster mit Schablonenmalerei. Info Februar 2014 Untere Denkmalbehörde: Die Synagoge würde jetzt unter Grüner Graben 26 laufen. Im Geoportal ist das nicht so, deshalb so belassen. Der Betrachtung des Denkmalwertes muss eine kurze Betrachtung zur gesellschaftlichen Stellung der Juden vorausgeschickt werden. Görlitz war bekanntlich 1815 auf dem Wiener Kongress mit einem großen (nördlichen) Teil der Oberlausitz zu Preußen geschlagen und Schlesien angegliedert worden, so dass hier preußische Gesetze galten. Dies war zunächst das unter Friedrich Wilhelm IV. 1847 erlassene Preußische Judengesetz, welches die Juden zu preußischen Staatsbürgern mit verschiedenen Rechten erklärte. Auf dieser Grundlage kam es in Görlitz schon 1847 zur Gründung einer jüdischen Gemeinde, 1849 zur Anlage des Friedhofs auf der Biesnitzer Straße und 1850 zur Gründung einer Synagogengemeinde. Im von der Oberlausitzer Gesellschaft der Wissenschaften herausgegebenen „Neuen lausitzischen Magazin“, Görlitz 1852, heißt es zum Thema: „Nicht früher als 1848 empfingen sie (die Juden) in Görlitz wieder Bürgerrecht, während in der sächsischen Lausitz bis jetzt keine wohnen dürfen und den sächsischen Juden nur in Dresden und Leipzig zu wohnen erlaubt ist.“ In dem Buch „Das Markgrafentum Oberlausitz, Königlich-Preußischen Anteils“, bearbeitet von Johann Gottlieb Mischke, Görlitz 1861, wird allerdings geschrieben, dass es in der preußischen Oberlausitz ansonsten (ohnehin auch) nur Christen gäbe, wobei die Juden in Görlitz eine eigene Synagoge hätten. Eine solche bestand in diesem Jahr 1861 in Görlitz nunmehr schon acht Jahre. Heute hat dieser Bau die Adresse Langenstraße 24. Das Haus war ursprünglich Hintergebäude des Hotels „Weißes Roß“, Obermarkt 17, und als solches Gesellschaftstheater. Mit Bau des Stadttheaters am Demianiplatz im Jahr 1850 wurde dieses Gesellschaftstheater überflüssig, so dass hier im Jahr 1853 die Synagoge eingebracht werden konnte. War das Gesellschaftstheater über den Hinterhof von Obermarkt 17 zu betreten, wurde der Haupteingang der Synagoge nach Norden, also auf die freie Seite zur Langenstraße, verlegt. Hier befand – und befindet sich noch – zwischen Synagoge und Straße ein Garten, der zur an der Ecke Langenstraße / Breite Straße befindlichen, 1846 eröffneten Städtischen Schule gehörte. Mit Wandlung des Gesellschaftstheaters in eine Synagoge im Jahr 1853 ging ein Umbau einher, der den Baukörper als einem großen Saal eines Gasthofs an sich unverändert ließ. Einzig der Fassade nach der freien Nordseite mit Blick auf den Garten der Städtischen Schule wurde ein zeitgemäßes, neugotisches Aussehen verliehen. Zu diesem Zwecke wurde die Fassade durch ein Gesims in eine Sockelzone und eine obere Zone geschieden und mit regelmäßigen Sandsteinquadern verblendet. Besitzt das Sockelgeschoss drei rundbogige Öffnungen – dabei rechts den Haupteingang, ist der obere Bereich ebenfalls dreigeteilt. Der mittlere Bereich ist mit Pilastern ausgegrenzt und weist ein überhohes, mächtiges Rundbogenfenster und einen dreifach gestaffelten, über den Dachstuhl erhöhten Giebel auf. Ihn flankieren in den Seitenflächen außerhalb der Pilaster etwas kleinere, ebenfalls rundbogige Fenster mit darüberliegendem Rundfenster. Im außerhalb der Pilaster etwas kleinere, ebenfalls rundbogige Fenster mit darüberliegendem Rundfenster. Im Inneren erfolgten ganz auf den liturgischen Bedarf ausgerichtete Ausbauten, doch ist von diesen außer einem Nebentreppenhaus mit gusseisernem Geländer und den originalen Holzfenstern mit Schablonenmalerei kaum etwas erhalten. Die alte Synagoge besitzt als Ausbau und historische „Umnutzung“ des Saals eines Gasthofes eine baugeschichtliche Bedeutung, zumal an der einzig völlig neu gestalteten Fassade zeitgemäß neugotische wie wohl auch für den Synagogenbau der Zeit typische Gestaltungselemente zur Anwendung kamen. Ihre gesellschaftsgeschichtliche Bedeutung nach vielen Jahren Geringschätzung oder Vertreibung der Juden ist hoch. Die neue Görlitzer Synagoge auf der Otto-Müller-Straße 3 war nun Ausdruck einer ganz anderen Zeit. Sie stellte nicht mehr den Umbau eines alten Gasthofs-Saales dar, sondern einen großen, bei großen Architekten in Auftrag gegebenen, selbstbewussten Bau. Mittlerweile gab es unter 85.812 Einwohnern 649 jüdische Einwohner. Das Baugelände für die für 500 Plätze vorgesehene Synagoge – davon 280 Plätze ebenerdig, 220 Plätze auf der Frauenempore und 40 Plätze für die Sänger – kaufte Kommerzienrat Emanuel Alexander Katz für 70.425 Mark von der Stadt Görlitz. Es befindet sich inmitten von Villen, dabei das 1909/10 gebaute Haus des Kommunalverbandes des Kreises Görlitz, kurz genannt Kreishaus. Als am 21. Mai 1909 die feierliche Grundsteinlegung stattfand, nahmen an ihr Würdenträger der evangelischen und katholischen Kirche sowie der staatlichen Behörden teil. Sogar das Regierungspräsidium in Liegnitz hatte einen Vertreter gesandt. Neben ihrer gesellschaftsgeschichtlichen Bedeutung hat die Synagoge eine baugeschichtliche Bedeutung, die eng mit einer künstlerisch-gestalterischen Bedeutung einhergeht. So ist der auffällige und anspruchsvolle Bau der Jahre 1909 bis 1911 ein Werk der Firma der Architekten William Lossow und Max Hans Kühne, ansässig in Dresden A1 / Waisenhausstraße 8. Diese hatten 1911 bis 1913 auch das Dresdner Schauspielhaus und von 1912 bis 1915 den Leipziger Bahnhof errichtet. Wie bei allen diesen Bauten macht sich schon bei der Görlitzer Synagoge ein neuklassizistischer Monumentalstil geltend, der zunächst vom Architekten Peter Behrens ab 1908 geprägt wurde und das über Jahrhunderte gebrauchten Formenvokabular durch neue Formen ersetzte. Der Bau wird zur großen Plastik, das Ornament geht eine Symbiose mit den Formen ein. | 09282479 |
|                                         | Wohnhaus in geschlossener Bebauung, Eckhaus zum Grünen Graben | Langenstraße 25 (Karte)                                     | Um 1860 | Baugeschichtlich und städtebaulich von Bedeutung. Originale Haustür. Schöne rundbogige Treppenhausfenster. Langenstraße 25 bis 29: „Der Teil der Langengasse, der im Westen nach dem Grünen Graben liegt und der jetzt von den Nummern 25 bis 29 ausgefüllt wird, hieß früher der Topfmarkt. Dort hatten die Töpfer ihre sechs Kammern und hielten ihre Waren feil.“ (Richard Jecht: Geschichte der Stadt Görlitz, S. 452) | 09282480 |
|                                         | Wohnhaus in geschlossener Bebauung, Eckhaus zum Grünen Graben | Langenstraße 26 (Karte)                                     | 1860er Jahre | Baugeschichtlich und städtebaulich von Bedeutung. Fassade geglättet, originale Haustür. | 09282481 |
|                                         | Zwei Wohnhäuser als Hauseinheit | Langenstraße 28 (Karte)                                     | Nach 1717, später verändert                                                                                     | Das linke Gebäude mit Dachhaus, das rechte Gebäude mit Mansarddach, baugeschichtlich von Bedeutung | 09282482 |
|                                         | Wohnhaus in geschlossener Bebauung | Langenstraße 29 (Karte)                                     | 1877 | Baugeschichtlich und städtebaulich von Bedeutung. Fassade vor 1975 geglättet, Haustür original. | 09282483 |
|                                         | Mietshaus in geschlossener Bebauung, Eckhaus | Langenstraße 30 (Breite Straße 8) (Karte)                   | Um 1905 | Baugeschichtlich und städtebaulich von Bedeutung. Jugendstil-Dekor. | 09282484 |
|                                         | Wohnhaus mit Laden in geschlossener Bebauung, Eckhaus | Langenstraße 31 (Breite Straße 18) (Karte)                  | Bezeichnet mit 1720                                                                                             | Barockhaus, baugeschichtlich von Bedeutung. Die mittleren beiden Achsen der Fassade sind hochgezogen und mit einem Dreiecksgiebel bekrönt. Ladeneinbau nach 1850. Innen noch schöne barocke Stuckdecken. In der Halle Kreuzgratgewölbe. Haustür 1. Hälfte 19. Jahrhundert. | 09282486 |
| Direkt Bild zu diesem Denkmal hochladen | Wohnhaus in geschlossener Bebauung | Langenstraße 32 (Karte)                                     | Vor 1853 | Aus zwei älteren Einheiten vor 1853 vereint, baugeschichtlich von Bedeutung. Spätklassizistischer Charakter. Haustür rechts 2. Viertel 19. Jahrhundert. | 09282488 |
| Direkt Bild zu diesem Denkmal hochladen | Wohnhaus in geschlossener Bebauung | Langenstraße 33 (Karte)                                     | Nach 1717 | Baugeschichtlich und städtebaulich von Bedeutung. Links neuerer Laden. | 09282489 |
|                                         | Wohnhaus in geschlossener Bebauung | Langenstraße 34 (Karte)                                     | Nach 1717 | Baugeschichtlich und städtebaulich von Bedeutung. Sicher ehemaliges Barockhaus, im 19. Jahrhundert umgestaltet. Haustür Biedermeier. | 09282490 |
|                                         | Wohnhaus in geschlossener Bebauung, mit Laden mit originaler Front | Langenstraße 35 (Karte)                                     | Nach 1717 | Baugeschichtlich und städtebaulich von Bedeutung. Nüchterner Bau, sicher im Kern barock. Ladenfront und Haustür 3. Viertel 19. Jahrhundert. | 09282491 |
|                                         | Wohnhaus in geschlossener Bebauung | Langenstraße 36 (Karte)                                     | Nach 1720 | Barockhaus, baugeschichtlich und städtebaulich von Bedeutung. Barockes Portal. Türblätter klassizistisch, 2. Viertel 19. Jahrhundert. | 09282492 |
|                                         | Goldenes Kreuz | Langenstraße 37 (Karte)                                     | Bezeichnet mit 1720                                                                                             | Barocker Aufbau nach 1726, Portal mit gesprengtem Dreiecksgiebel und Kartusche mit Hauszeichen „Goldenes Kreuz“, baugeschichtlich von Bedeutung. Innenhalle mit schönen Kreuzgratgewölben. Holzbalkendecke mit barocker Marmorierung. | 09282493 |
|                                         | Wohnhaus in geschlossener Bebauung, mit Hofgebäude | Langenstraße 38 (Karte)                                     | Bezeichnet mit 1722                                                                                             | Schlussstein mit Monogramm und Jahreszahl 1722, baugeschichtlich von Bedeutung. Schlichter Barockbau. Schleppgaube übers Ganze. Innen Mitte 19. Jahrhundert verändert. | 09282494 |
|                                         | Schrickelsches Haus | Langenstraße 41 (Karte)                                     | 16. Jahrhundert                                                                                                 | Inschriftplatte „In diesem ehemals v. Schrickell’schen Hause weilte E. M. Arndt am 25. Oktober 1813“, barock mit älterem Kern, baugeschichtlich von Bedeutung. Barockbau. Innenhalle mit Stichkappen, lässt auf ältere Bauzeit schließen. Biedermeier-Haustür. | 09282495 |
|                                         | Wohnhaus in geschlossener Bebauung, Eckhaus | Langenstraße 42 (Fleischerstraße 4) (Karte)                 | Nach 1717 | Portal mit Schlussstein und Spiegelmonogramm, baugeschichtlich und straßenbildprägend von Bedeutung. Umbau Mitte 19. Jahrhundert verlieh dem Bau einen spätklassizistischen Charakter. | 09282496 |
|                                         | Wohnhaus in geschlossener Bebauung mit Anbau an der Fleischerstraße, Eckhaus | Langenstraße 43 (Fleischerstraße 17) (Karte)                | 1719 | Reiche Barockfassade, Barockportal mit Kartusche, baugeschichtlich und straßenbildprägend von Bedeutung. Gebäudeteil Fleischerstraße: Putznutungen. | 09282497 |
| Direkt Bild zu diesem Denkmal hochladen | Litfaßsäule | Marienplatz (Karte)                                         | 1920er Jahre | Historisch mit hoher Haube, ortsgeschichtlich von Bedeutung | 09306859 |
|                                         | Straßen der Historischen Altstadt mit Bürgersteigen und Granitpflasterungen | Neißstraße (Karte)                                          | 19. Jahrhundert                                                                                                 | Stadtgeschichtlich und straßenbildprägend von Bedeutung | 09302847 |
| Weitere Bilder                          | Gasthof Brauner Hirsch in geschlossener Bebauung, Eckhaus | Neißstraße 1, 2 (Hauptanschrift: Untermarkt 26) (Karte)     | Bezeichnet mit 1486 (Arkaden)                                                                                   | Mit Laubengang, 1403 im Besitz von Peter Schönheinze, 1722 als Gasthof „Brauner Hirsch“ mit Brauhof und Ausspannung eröffnet, baugeschichtlich, hausgeschichtlich, ortsgeschichtlich und platzbildprägend von Bedeutung. Arkaden datiert 1486. | 09282108 |
|                                         | Wohnhaus in geschlossener Bebauung | Neißstraße 3 (Karte)                                        | Mitte 19. Jahrhundert                                                                                           | Baugeschichtlich und städtebaulich von Bedeutung. Grenzt links an Untermarkt 26 (auch Adressen Neißstraße 1 und 2). | 09282383 |
|                                         | Wohnhaus in geschlossener Bebauung, mit Laden mit originaler Front | Neißstraße 4 (Karte)                                        | Um 1860 | Baugeschichtlich und städtebaulich von Bedeutung | 09282384 |
|                                         | Wohnhaus in geschlossener Bebauung, Ecklage zum Hainwald | Neißstraße 5 (Karte)                                        | 16. Jahrhundert                                                                                                 | Baugeschichtlich und straßenbildprägend von Bedeutung. Walmdach. Kern aus dem 16. Jahrhundert. Große Halle. | 09282385 |
|                                         | Mietshaus, nach rechts in geschlossener Bebauung | Neißstraße 6 (Hauptanschrift: Hainwald 1) (Karte)           | 1847/48 | Erstes Mietshaus der Stadt, ehemals für 44 Parteien, baugeschichtlich und ortsgeschichtlich von Bedeutung | 09282748 |
|                                         | Wohnhaus in geschlossener Bebauung, Eckhaus zum Hainwald | Neißstraße 7 (Karte)                                        | 16. Jahrhundert                                                                                                 | Seitengebäude war Hainwald 8, siehe dort, Wasserbütte in der Arkadenecke zum Hainwald, baugeschichtlich und straßenbildprägend von Bedeutung. Sogenannte „Neidecke“. Erdgeschoss Lauben mit hohen schmalen Arkaden. Haustür Rokoko. | 09282386 |
| Weitere Bilder                          | Wohnhaus in geschlossener Bebauung | Neißstraße 8 (Karte)                                        | Nach 1726 | Barockhaus mit siebenbogiger Arkade, baugeschichtlich und straßenbildprägend von Bedeutung. Mit der nordwestlich anstoßenden Neißstraße 7 markanter Gebäudekomplex an der „Neidecke“. Erdgeschoss nach Neißstraße mit 7 hohen Rundbögen einer Arkade, die über Straßenniveau Bürgersteig aufnimmt. Hohe gewölbte Eingangshalle mit Hofdurchgang. Hof mit 3 großen Arkaden im Erdgeschoss Klassizistische Haustür. | 09282387 |
|                                         | Wohnhaus in geschlossener Bebauung | Neißstraße 9 (Karte)                                        | Bezeichnet mit 1726                                                                                             | Barockhaus mit zweibogiger Arkade, baugeschichtlich von Bedeutung. Kleiner schmuckloser Barockbau, zwei Arkaden, die die gewölbte Arkadenflucht vom Nachbarhaus Neißstraße 8 fortsetzen. Zwei Dachhäuser, Haustür 1726. Innenhalle mit Kreuzgratgewölbe. | 09282388 |
|                                         | Wohnhaus in geschlossener Bebauung | Neißstraße 10 (Karte)                                       | 16. Jahrhundert und später                                                                                      | Baugeschichtlich von Bedeutung. Haus mit Laubengang. Fassade glatt. Kern unbedingt 16. Jahrhundert. | 09282389 |
|                                         | Wohnhaus in geschlossener Bebauung | Neißstraße 11 (Karte)                                       | 16. Jahrhundert und später                                                                                      | Baugeschichtlich von Bedeutung. Erdgeschoss 3 Achsen, Obergeschosse 4 Achsen. Halle mit Kreuzgratgewölben. | 09282390 |
| Weitere Bilder                          | Wohnhaus in geschlossener Bebauung | Neißstraße 12 (Karte)                                       | Nach 1726 | Barockhaus, baugeschichtlich von Bedeutung. Haus innen stark modernisiert. Fassade schlicht. | 09282391 |
| Weitere Bilder                          | Wohnhaus in geschlossener Bebauung | Neißstraße 13 (Karte)                                       | 16. Jahrhundert                                                                                                 | Baugeschichtlich von Bedeutung. Endhaus der Neißstraße, Kern sehr früh, später umgebaut. | 09282392 |
| Weitere Bilder                          | Wohnhaus, zur Neißstraße in geschlossener Bebauung | Neißstraße 14, 16 (Karte)                                   | Um 1910 | Kopfbau zur Uferstraße, baugeschichtlich und städtebaulich von Bedeutung. Es handelt sich sicher um einen vollkommenen Neubau. Der städtebauliche Wert steht hier im Vordergrund. Die Ecke ist gelungen abgerundet. Laut ALK-Daten gibt es keine Nummer 15. | 09282393 |
| Weitere Bilder                          | Wohnhaus in geschlossener Bebauung | Neißstraße 17 (Karte)                                       | 16. Jahrhundert                                                                                                 | Baugeschichtlich von Bedeutung. Sehr schmales Gebäude mit drei Fensterachsen. Gegen Nummer 18 in der Straßenflucht zurückspringend. Kern des Hauses älter. | 09282394 |
| Weitere Bilder                          | Wohnhaus in geschlossener Bebauung | Neißstraße 18 (Karte)                                       | Nach 1726 | Baugeschichtlich von Bedeutung. Sehr schmales Gebäude mit zwei Fensterachsen. Zwischen Erdgeschoss und 1. Obergeschoss ein Zwischenstock. | 09282395 |
| Weitere Bilder                          | Wohnhaus in geschlossener Bebauung, mit Hofflügel | Neißstraße 19 (Karte)                                       | 1727, Kern älter                                                                                                | Stattliches Barockhaus, im Kern älter, baugeschichtlich von Bedeutung. Im Portalschlussstein Inschrift „Gott hilfet, Gott hat geholfen, Gott wird helfen“ „1727“. Dreiecksgiebel mit Reliefs zweier liegender Figuren, Christuskopf. Hofflügel mit Mansarddach. | 09282396 |
| Weitere Bilder                          | Wohnhaus in geschlossener Bebauung | Neißstraße 20 (Karte)                                       | Kern 16. Jahrhundert                                                                                            | Baugeschichtlich von Bedeutung. Schlichter Baukörper. Fassade 1620 erneuert. Im Dach zwei ungleiche Dachausbauten Ende 19. Jahrhundert. Malerei an der Fassade Mitte 17. Jahrhundert. Schönes Portal, schöne eisenbeschlagene Türblätter. Hier brach das Feuer des Stadtbrandes 1726 aus. | 09282397 |
| Weitere Bilder                          | Wohnhaus in geschlossener Bebauung | Neißstraße 21 (Karte)                                       | 16. Jahrhundert                                                                                                 | Baugeschichtlich von Bedeutung. Innen Schlussstein 1726 bezeichnet. Kreuzgratgewölbe. Fenstergewände im 19. Jahrhundert verändert. | 09282398 |
|                                         | Wohnhaus in geschlossener Bebauung | Neißstraße 22 (Karte)                                       | Bezeichnet mit 1726                                                                                             | Barockhaus, baugeschichtlich von Bedeutung. Im 1. Obergeschoss bemalte Holzbalkendecke um 1700. Biedermeierliche Haustür. Enger Hof. Bezeichnung im Schlussstein. | 09282399 |
| Weitere Bilder                          | Färberei Jacobi; Wohnhaus in geschlossener Bebauung, Eckhaus, mit Hofgebäude einer alten Schwarzfärberei | Neißstraße 23 (Hauptanschrift: Kränzelstraße 17) (Karte)    | 1525 (wohl nach Brand); 1. Hälfte 19. Jahrhundert                                                               | Baugeschichtlich, hausgeschichtlich und ortsgeschichtlich von Bedeutung. Mehrere spätere Umbauten. Am Vorderhaus an der Ecke in Obergeschoss-Höhe Brustbild zweier Männer mit Bierkrug. Originale Haustür. Ab 1828 Besitzer Jakobi, im 20. Jahrhundert hier Waschanstalt und Dampffärberei, am Ostgiebel des Hofgebäudes Krüppelwalmdach mit weitem Überstand, wahrscheinlich mit Aufzug, im Dachtragwerk ungewöhnliche alte Dämmung mit Lehmstaken. | 09282297 |
| Weitere Bilder                          | Zum Goldenen Apfel; Wohnhaus in geschlossener Bebauung, Eckhaus und Schwibbogen zur Kränzelstraße 17 | Neißstraße 24 (Kränzelstraße 16) (Karte)                    | 13.–16. Jahrhundert, Überformungen nach 1726 (Wohnhaus); bezeichnet mit 1727 (Wohnhaus); 1780 (Schwibbogen)     | Barockportal mit gesprengtem Dreiecksgiebel mit drei Figuren. Wappenkartusche. Mittelalterlicher Kern, Fassade barockisiert, baugeschichtlich und kunstgeschichtlich von Bedeutung. Über die Kränzelstraße mit Schwibbogen abgestützt, dieser 1780 angelegt. Barockportal mit gesprengtem Dreiecksgiebel mit 3 Figuren. Wappenkartusche. Mittelalterlicher Kern, stetige „Versteinerung“ über die Renaissance, Bild heute barock. | 09282295 |
| Weitere Bilder                          | Wohnhaus in geschlossener Bebauung | Neißstraße 25 (Karte)                                       | 16. Jahrhundert                                                                                                 | Barockhaus über mittelalterlichem Kern, baugeschichtlich von Bedeutung. Bauteile des Mittelalters und der Renaissance. In der Treppenanlage Reste der Halle. Stuckdecken. Hier hatte Lesser Ephraim (falls die Adresse die alte ist) seine erste Eisenwarenhandlung. | 09282377 |
| Weitere Bilder                          | Wohnhaus in geschlossener Bebauung | Neißstraße 26 (Karte)                                       | Nach 1525 | Renaissance-Fassade, -Halle und -Treppenhaus, baugeschichtlich von Bedeutung. Rückführung der Fassade in die Renaissance-Fassung. Haus wurde 1525 gebaut, 1738 und später verändert. Schlussstein mit Inschrift, Wappen und Monogramm, innen reiche Stuckdecken. Am Torflügel 1738. Gemäß Lemper, Görlitz. Eine historische Topographie S. 168, im Hinterhaus ab 1820 Theatersaal, der 1847 baupolizeilich geschlossen werden musste. | 09282378 |
| Weitere Bilder                          | Barockhaus in geschlossener Bebauung, mit Gaststätte und hinten angebautem großen Brauereiturm | Neißstraße 27 (Karte)                                       | Um 1728 | Baugeschichtlich von Bedeutung | 09282379 |
| Weitere Bilder                          | Wohnhaus in geschlossener Bebauung | Neißstraße 28 (Karte)                                       | Nach 1726 | Erdgeschossfassade durch einen Laden des 19. Jahrhunderts geprägt, baugeschichtlich von Bedeutung. Das Haus wurde nach 1726 gebaut und 1846 verändert, u. a. das 3. Obergeschoss aufgestockt. Laden mit originaler Front aus späterem 19. Jahrhundert, Haustür auch aus der Zeit. | 09282380 |
| Weitere Bilder                          | Biblisches Haus | Neißstraße 29 (Karte)                                       | Bezeichnet mit 1570                                                                                             | Eines der berühmtesten deutschen Renaissancehäuser, Fassadenreliefs mit biblischen Szenen, kunstgeschichtlich und ortsgeschichtlich von Bedeutung. 1700–1703 hier die Post. Innen schmale, dreigeschossige Halle. Haus errichtet vom Waidhändler Hans Heintze aus Weimar, Reliefs mit Szenen aus dem alten und neuen Testament in den Brüstungsfeldern der beiden Obergeschosse, bemalte Holzbalkendecke im 1. Obergeschoss auch von 1570/72, 1726 Dachdrehung. | 09282381 |
| Weitere Bilder                          | Ameißsches Haus; Wohnhaus in geschlossener Bebauung, Eckhaus | Neißstraße 30 (Weberstraße 1) (Karte)                       | 1726/1729 | Erbaut vom Leinen- und Damastkaufmann Johann Christian Ameis, baugeschichtlich und ortsgeschichtlich von Bedeutung. Barocke, dreigeschossige Vierflügelanlage. Von 1776 bis 1803 hier die Post. Heute Museum. Umbauten 19. Jahrhundert. | 09282264 |
| Weitere Bilder                          | Nikolaiturm als Teil der Stadtbefestigung | Nikolaistraße (Karte)                                       | Nach 1250 | Brunnen nach Entwürfen Karl Friedrich Schinkels, baugeschichtlich, Relikt der historischen Wasserversorgung, auf Plan 1794 als Röhrbütte verzeichnet, stadtgeschichtlich und stadtbildprägend von Bedeutung. Nach Abbruch des Nikolaitores 1848 isolierte Lage. Grauwackebruchstein. Schlanker Turm, zwei Obergeschosse leicht vorkragend. Fenstereinbrüche in jüngster Zeit, halbkugelige Haube, Biberschwanzdeckung, darauf achtseitige Laterne mit Haube aus Kupfer. | 09282737 |
|                                         | Straßen der Historischen Altstadt mit Bürgersteigen und Granitpflasterungen | Nikolaistraße (Karte)                                       | 19. Jahrhundert                                                                                                 | Stadtgeschichtlich und straßenbildprägend von Bedeutung | 09302847 |
|                                         | Wohnhaus in geschlossener Bebauung mit Laden, Eckhaus und weiteres Haus (auch Adresse Nikolaistraße 1) | Nikolaistraße 1 (Hauptanschrift: Peterstraße 7) (Karte)     | Bezeichnet mit 1544                                                                                             | Eckhaus Renaissancebau mit aufwändigem Giebel und Portal, baugeschichtlich und künstlerisch von Bedeutung. Im Erdgeschoss Halle mit Kreuzgratgewölben. Bau im Portal bezeichnet. | 09282697 |
|                                         | Wohnhaus in geschlossener Bebauung | Nikolaistraße 2 (Karte)                                     | Nach 1717 | Renaissancehaus, baugeschichtlich von Bedeutung. Vielleicht älterer Kern. Barockes Portal und ebensolche Haustür. Typische Eingangshalle. | 09282724 |
|                                         | Wohnhaus in geschlossener Bebauung | Nikolaistraße 3 (Karte)                                     | 1719, Kern älter                                                                                                | Barockfassade unter Dresdener Pöppelmann-Einfluss, baugeschichtlich und straßenbildprägend von Bedeutung. Zur Barockfassade Lemper. Barockkartusche mit Bezeichnung 1719. Umbauten innen 19. und 20. Jahrhundert. Originale Eisen-Haustür Anfang 17. Jahrhundert. Schöne Stuckdecke im ersten Obergeschoss. Reliefkartusche am Dreiecksgiebel am 1. Obergeschoss. | 09282725 |
|                                         | Wohnhaus in geschlossener Bebauung, mit kleinem Hofflügel | Nikolaistraße 4 (Karte)                                     | 1544–1584 (Kern)                                                                                                | Gebäude mit Renaissancekern und barocker Fassade, baugeschichtlich von Bedeutung. Bemalte Holzbalkendecke im 3. Obergeschoss. | 09282726 |
|                                         | Wohnhaus in geschlossener Bebauung | Nikolaistraße 5 (Karte)                                     | Bezeichnet mit 1564 (Portal)                                                                                    | Erdgeschoss und Portal Renaissance, baugeschichtlich von Bedeutung. Fassade teils in den 1950er Jahren verdorben. Nach Brand 1717 teils Fassade erneuert. Typische Eingangshalle. Mit Judenbad? | 09282727 |
|                                         | Wohnhaus in geschlossener Bebauung, Eckhaus zur Büttnerstraße | Nikolaistraße 6 (Karte)                                     | Nach 1717 | Baugeschichtlich von Bedeutung. Barocke Stuckdecken, Türen 1. Viertel 19. Jahrhundert, im Keller möglicherweise Judenbad, mit Destille. Hieß die Büttnerstraße hier Badergasse? | 09282729 |
|                                         | Wohnhaus in geschlossener Bebauung, mit Durchgang in den Karpfengrund | Nikolaistraße 7 (Karte)                                     | Bezeichnet mit 1720                                                                                             | Barockhaus, baugeschichtlich und städtebaulich von Bedeutung. Barockes Bürgerhaus. Erdgeschosshalle. In Wappenschild inschriftlich bezeichnet. | 09282730 |
|                                         | Wohnhaus in geschlossener Bebauung | Nikolaistraße 8 (Karte)                                     | Nach 1717 | Haus barock und älter, baugeschichtlich und städtebaulich von Bedeutung. Haus schlicht, Halle mit Kreuzgratgewölben. | 09282731 |
|                                         | Wohnhaus in geschlossener Bebauung | Nikolaistraße 9 (Karte)                                     | 18. Jahrhundert                                                                                                 | Baugeschichtlich und städtebaulich von Bedeutung. Fassade war überformt, später Rückführung. | 09282732 |
| Weitere Bilder                          | Wohnhaus in geschlossener Bebauung | Nikolaistraße 10 (Karte)                                    | Bezeichnet mit 1583                                                                                             | Renaissanceportal mit Sitznischen, baugeschichtlich, hausgeschichtlich und künstlerisch von Bedeutung. Baukörper aus zwei Hauseinheiten mit unterschiedlicher Stockwerkeinteilung, Obergeschosse nach 1717, Renaissanceteile 1583 datiert im Erdgeschossportal. Wertvolle skulpierte Sandsteinteile, Renaissance-Fenstergewände, Halle mit Stichkappen, prächtiges Renaissanceportal. Linker Hausteil mit dreiseitigem kanzelartigem Erker, unten hängende Weintraube als Abschluss. | 09282733 |
|                                         | Wohnhaus in geschlossener Bebauung | Nikolaistraße 11 (Karte)                                    | Nach 1525 | Renaissance, baugeschichtlich und hausgeschichtlich von Bedeutung. Fragment eines 1717 ausgebrannten Giebelhauses erkennbar. Renaissance-Fenstergewände und Portal. | 09282734 |
|                                         | Wohnhaus in geschlossener Bebauung, mit rechtem Hofflügel | Nikolaistraße 12 (Karte)                                    | Nach 1717 | Aus zwei älteren Hauseinheiten zusammengefasst, Barockportal, baugeschichtlich und ortsgeschichtlich von Bedeutung. Gebäude besteht aus zwei Hauseinheiten mit gleicher Geschosshöhe. Bei Jecht gibt es einen Hinweis, dass in diesem Haus im Mittelalter eine Synagoge war. Das Haus war auch Stadtwohnung der Familie von Tschirnhaus. Hier wurde nach dem Tod von Ehrenfried Walther von Tschirnhaus (maßgeblich an der Erfindung des europäischen Porzellans beteiligt) auch dessen Bibliothek versteigert. Dachumbau im 19. Jahrhundert. Typisches Görlitzer Hallenhaus mit barocken Holzeinbauten, barockem Portal und originaler Eisen-Haustür. Im Erdgeschoss Putznutungen, in den Obergeschossen Putznutungen. Bau nach Jecht S. 422 bis 1853 als Synagoge genutzt. Zum Anwesen gehörte Karpfengrund 1. | 09282735 |
|                                         | Wohnhaus in geschlossener Bebauung, mit Hofflügel | Nikolaistraße 13 (Karte)                                    | Nach 1717 | Barockhaus, baugeschichtlich von Bedeutung. Barockes Portal, originale Haustür. Erdgeschoss kreuzgewölbte Halle. Im Obergeschoss im Treppenhaus tolle barocke Stuckdecke. In der ersten Hälfte des 19. Jahrhunderts Landsteueramt. Zwischen Hinterhaus und benachbartem Gebäude Spreizbögen. | 09282736 |
|                                         | Wohnhaus in geschlossener Bebauung, Eckhaus und vier Schwibbögen über die Krebsgasse | Nikolaistraße 14 (Krebsgasse 1, 2) (Karte)                  | Ende 15. Jahrhundert, später überformt                                                                          | Erdgeschoss mit gotischen Gewänden, baugeschichtlich von Bedeutung. Gotisches Portal, Renaissance- und Barockelemente. Beeindruckende Erdgeschossgewölbe. | 09285423 |
|                                         | Straßen der Historischen Altstadt mit Bürgersteigen und Granitpflasterungen | Nonnenstraße (Karte)                                        | 19. Jahrhundert                                                                                                 | Stadtgeschichtlich und straßenbildprägend von Bedeutung | 09302847 |
|                                         | Wohnhaus in geschlossener Bebauung, mit Laden | Nonnenstraße 1 (Karte)                                      | Um 1850 | Baugeschichtlich und städtebaulich von Bedeutung. Ehemaliges Handwerkerhaus. Sicher älterer Kern (16. Jahrhundert?). | 09282209 |
|                                         | Wohnhaus in geschlossener Bebauung, mit Laden | Nonnenstraße 2 (Karte)                                      | Um 1850 | Baugeschichtlich und städtebaulich von Bedeutung. Ehemaliges Handwerkerhaus. Sicher älterer Kern des Hauses. | 09282208 |
|                                         | Wohnhaus in geschlossener Bebauung, mit Laden | Nonnenstraße 3 (Karte)                                      | Um 1860 | Baugeschichtlich und städtebaulich von Bedeutung. Ehemaliges Handwerkerhaus. Erdgeschoss in 20er Jahren mit Keramik verkleidet. Originale Haustür. Dach mit Hechtgauben. | 09282207 |
|                                         | Wohnhaus in geschlossener Bebauung, mit Laden | Nonnenstraße 4 (Karte)                                      | Bezeichnet mit 1566                                                                                             | Baugeschichtlich und städtebaulich von Bedeutung. Ehemaliges Handwerkerhaus. Dach mit zwei Hechtgauben. | 09282206 |
|                                         | Wohnhaus in geschlossener Bebauung, mit Laden | Nonnenstraße 5 (Karte)                                      | Um 1850 | Baugeschichtlich und städtebaulich von Bedeutung. Ehemaliges Handwerkerhaus. Laden mit originaler Front. Am Bau originale Fenster. Sicher älterer Kern des Baus. Ursprünglich angegebenes Nebengebäude gehört zu Elisabethstraße 6, Flst. 809/1. | 09282205 |
|                                         | Wohnhaus in geschlossener Bebauung, mit Laden | Nonnenstraße 6 (Karte)                                      | Um 1850 | Baugeschichtlich und städtebaulich von Bedeutung. Ehemaliges Handwerkerhaus. Originale Haustür. Dach mit zwei Hechtgauben. Sicher älterer Kern des Hauses. | 09282204 |
|                                         | Wohnhaus in geschlossener Bebauung, mit Laden | Nonnenstraße 7 (Karte)                                      | Um 1850 | Baugeschichtlich und städtebaulich von Bedeutung. Ehemaliges Handwerkerhaus. Zwei große Bögen im Erdgeschoss (alte Läden?). Sicher älterer Kern des Baus. | 09282203 |
|                                         | Wohnhaus in geschlossener Bebauung | Nonnenstraße 8 (Karte)                                      | Kernbau sicher 16. Jahrhundert                                                                                  | Baugeschichtlich und städtebaulich von Bedeutung. Ehemaliges Handwerkerhaus. Schlichter Bau mit klassizistischer Rosette über dem Mittelfenster des Obergeschosses. | 09282202 |
| Weitere Bilder                          | Wohnhaus in geschlossener Bebauung, mit Läden | Nonnenstraße 9, 10, 11 (Karte)                              | Um 1880 | Historismusfassade über alle drei Hausnummern, baugeschichtlich und städtebaulich von Bedeutung. Läden mit originaler Front. | 09282199 |
|                                         | Wohnhaus in geschlossener Bebauung, mit Läden mit originalen Fronten, Eckhaus | Nonnenstraße 12 (Steinstraße 7) (Karte)                     | 1859 | Fassaden in Neorenaissance, baugeschichtlich und straßenbildprägend von Bedeutung. Palazzoartiger Bau mit rundbogigen Fenstern. Putznutungen. | 09282181 |
|                                         | Wohn- und Geschäftshaus in geschlossener Bebauung, Eckhaus | Nonnenstraße 13 (Hauptanschrift: Steinstraße 6) (Karte)     | 1854 | Spätklassizistische Fassade, baugeschichtlich und städtebaulich von Bedeutung. Großes Wohn- und Geschäftshaus, Nummer 6 ehemaliger umfangreicher Brauhof, 1854 neu erbaut, wobei Fluchtlinie in Nonnengasse verändert und zwei dort befindliche Strebepfeiler beseitigt wurden. Fassade geglättet, Erdgeschoss völlig aufgebrochen. Eckladen innen mit gusseiserner Säule mit korinthischem Kapitell. Bis April 2009 irrtümlich auch unter Steinstraße 5 in der Denkmalliste. | 09282175 |
|                                         | Wohnhaus in geschlossener Bebauung | Nonnenstraße 14 (Karte)                                     | 1. Hälfte 19. Jahrhundert                                                                                       | Baugeschichtlich und städtebaulich von Bedeutung. Haus hoch und schmal, 3. Obergeschoss aufgestockt. | 09283484 |
|                                         | Wohnhaus in geschlossener Bebauung, mit Laden mit originaler Front | Nonnenstraße 15 (Karte)                                     | Um 1830 | Baugeschichtlich und städtebaulich von Bedeutung. Originales Hofeinfahrtstor. | 09283506 |
|                                         | Wohnhaus in geschlossener Bebauung | Nonnenstraße 16 (Karte)                                     | 1. Hälfte 16. Jahrhundert                                                                                       | Saal mit profilierter Holzbalkendecke und Wandnischen, Renaissance-Gebäude, baugeschichtlich und hausgeschichtlich von Bedeutung 3. Obergeschoss aufgestockt. | 09284131 |
|                                         | Wohnhaus in geschlossener Bebauung | Nonnenstraße 18 (Karte)                                     | Ende 19. Jahrhundert                                                                                            | Baugeschichtlich und städtebaulich von Bedeutung. Reicher Stuckschmuck. | 09285384 |
|                                         | Wohnhaus mit Läden mit originalen Fronten in geschlossener Bebauung, Eckhaus | Nonnenstraße 19 (Klosterplatz 14) (Karte)                   | 1850er Jahre | Baugeschichtlich und straßenbildprägend von Bedeutung | 09282321 |
|                                         | Straßen der Historischen Altstadt mit Bürgersteigen und Granitpflasterungen | Obermarkt (Karte)                                           | 19. Jahrhundert                                                                                                 | Stadtgeschichtlich und straßenbildprägend von Bedeutung | 09302847 |
| Weitere Bilder                          | Obermarkt | Obermarkt (Karte)                                           | Um 1250 | Typischer Straßenmarkt, Ost-West-Achse der Stadterweiterung um 1250, die Westhälfte war bebaut mit einer kleinen Wache und dem Salzhaus, beide Mitte 19. Jahrhundert beseitigt, stadtgeschichtlich von Bedeutung | 09282368 |
| Weitere Bilder                          | Kunstbrunnen auf dem Obermarkt | Obermarkt (neben Chor der Dreifaltigkeitskirche) (Karte)    | 1590 (Brunnen); 1958 (Kopie)                                                                                    | Kunstbrunnen, achteckiges Granitbecken mit barocker Säule mit Figur des Stadtknechtes, sitzendem Löwen und vier Wasser-speienden Köpfen, originale Georgsfigur im Durchgang des Museums Neißstraße 30, Brunnen als Relikt der historischen Wasserversorgung, auf Plan 1794 als Rohrbütte verzeichnet, künstlerisch und ortsgeschichtlich von Bedeutung. Säule geschmückt mit Wasserspeiern und Akanthuswerk, als Bekrönung Figur eines Görlitzer Stadtknechts mit Lanze und böhmischem Löwen, auch Georgsbrunnen genannt. | 09282371 |
|                                         | Wohn- und Geschäftshaus in geschlossener Bebauung, Eckhaus | Obermarkt 1, 2 (Karte)                                      | Bezeichnet mit 1900                                                                                             | Historismusfassade, Bauherr war der Tuchkaufmann Max Finster, baugeschichtlich und platzbildprägend von Bedeutung. Jecht S. 368: Nummer 2 war bis 1900 selbständiger Bau, der die Nummer 1 überragte. Nummer 1 als Eckhaus mit Klosterplatz 19, war bis 1900 ein Mittelbarockbau, den 1722 der Sattler Michael Ulrich errichtet hatte. Der Besitzer von Nummer 1, der Tuchkaufmann Max Finster, erwarb 1898 von dem Modewarenhändler Otto John auch die Nummer 2 (zu der auch Klosterplatz 18 gehörte) und errichtete einen Neubau auf dem dreifachen Grundstück. Neubau Mischung aus Neugotik und Jugendstil. Läden im Erdgeschoss und 1. Obergeschoss (vgl. Leipziger Typ). Originale Ladenfronten, im Ladeninneren Profile. Ladenfenster um 1925 noch einmal verändert. | 09282335 |
|                                         | Wohnhaus mit Läden in geschlossener Bebauung und östliches Hintergebäude | Obermarkt 3 (Karte)                                         | 1804 | Originale Ladenfronten und -fenster an der linken Seite, Bauherr war der Salzverwalter Christian Friedrich Görcke, baugeschichtlich und städtebaulich von Bedeutung. Neubau, Vorgängerbau bestand in zwei baulich völlig unterschiedlichen Teilen, Jecht S. 368 (östlicher etwa 1530 und westlicher noch älter) im Jahre 1804 errichtet. Relief vom Vorgängerbau im Museum Kaisertrutz. Originales Hofdurchfahrtstor. LKD und LKG. Das westliche Hintergebäude wurde vor 2009 abgebrochen. | 09282171 |
|                                         | Wohnhaus mit Laden in geschlossener Bebauung und südliches Hinterhaus | Obermarkt 4 (Karte)                                         | Barocker Kern                                                                                                   | Barocker Bau, Umbau 1837, drittes Obergeschoss 1847, baugeschichtlich und städtebaulich von Bedeutung. Gebäude 1837 aus Barockbau von 1730 entstanden. Erdgeschoss völlig entstellt. Lange Hofdurchfahrt mit Gewölben. 1913 Fund eines Reliefs, befindet sich im Museum Kaisertrutz. LKG. – Nach 1998 Teilabbruch südliches Hinterhaus 2. Etage (war genehmigt worden am 8. Februar 1998). Das westliche Hintergebäude wurde vor 2009 abgebrochen. Es wurde nur eine Mauer zum angrenzenden Grundstück erhalten. | 09282172 |
|                                         | Wohnhaus in geschlossener Bebauung, mit Läden mit originalen Fronten | Obermarkt 5 (Karte)                                         | 1837 | Bauherr war der Riemermeister Immanuel Friedrich Zimmermann, baugeschichtlich und städtebaulich von Bedeutung. Jecht: Von Mollerstein-Zimmermannsches Haus, davon nur Wappen erhalten, bis nach 1800 drei große Giebel mit Voluten und gotische Pforten, 1803 Dachdrehung unter Beseitigung der Giebel. 1837 Neubau mit spätklassizistischer Gesinnung. Biberschwanzdeckung. Schönes Treppenhaus. Westlicher Hofflügel und östliches Seitengebäude vor 2009 abgebrochen. | 09282173 |
|                                         | Wohnhaus in geschlossener Bebauung, Eckhaus | Obermarkt 6 (Hauptanschrift: Steinstraße 1) (Karte)         | 1844 | Bauherr ist Kürschnermeister Carl Friedrich Thorer, mächtiger Bau mit zwei Innenhöfen, baugeschichtlich und städtebaulich von Bedeutung | 09282174 |
|                                         | Wohn- und Geschäftshaus in geschlossener Bebauung | Obermarkt 7 (Steinstraße 15) (Karte)                        | 1838 | Eckhaus, Bauherren des Neubaus von 1838 waren die Sattler Böhme, die der späteren Umbauten die Kaufleute und Witwe Meirowsky, baugeschichtlich und städtebaulich von Bedeutung. Ursprünglich gehörte die Steinstraße 14 dazu. 2. und 3. Obergeschoss in der Form wohl 1876, Erdgeschoss und 1. Obergeschoss wohl 1895 zu Ladenetagen in Eisenkonstruktion umgestaltet. Es verbleiben neben den großen Schaufenstern keine Mauerflächen. Der untere Laden ist neubarock ausgestaltet, mit diagonaler Treppe mit kunstvollem, schmiedeeisernen Gitter. Seit 1875 im Besitz der Familie Meirowsky, die schon früher dort ihr Geschäft betrieben. Jecht S. 372. | 09282323 |
|                                         | Wohnhaus mit Laden in geschlossener Bebauung und drei Hintergebäude | Obermarkt 8 (Karte)                                         | 1830 | Erstes Wagenbaugeschäft von Christoph Lüders, baugeschichtlich und städtebaulich von Bedeutung. Laden nicht original. Östliches, südliches und westliches Hintergebäude mit gewerblicher Nutzung. Vorderhaus mit originaler Haustür. Alles Jecht S. 373: „Das alte Haus wurde 1830/31 abgerissen und sofort neu erbaut. Lüders begann hier mit seinem Wagenbaugeschäft (an anderer Stelle heißt es, Lüders hätte schon 1827 mit dem Wagenbauen angefangen). 1949 verlegte Lüders das Geschäft in die Brunnenstraße 11. Haus hätte vorher der Näthersche Brauhof geheißen...“ | 09282192 |
|                                         | Wohnhaus mit Laden in geschlossener Bebauung und winkligem Hintergebäude | Obermarkt 9 (Karte)                                         | Um 1850 | Baugeschichtlich und städtebaulich von Bedeutung. Hintergebäude mit gewerblicher Nutzung. Laden nicht original, aber alte, gut erhaltene Haustür und Fenster. | 09282191 |
|                                         | Wohnhaus in geschlossener Bebauung, mit Laden | Obermarkt 10 (Karte)                                        | 1860er Jahre | Baugeschichtlich und städtebaulich von Bedeutung. Erdgeschoss in 20er Jahren mit Keramikplatten verkleidet. Laden zum Teil mit originaler Ausstattung um 1860/70 (Fliesen und Wand mit Durchgangstür), einige Teile auch neuer (um 1930). Originale Fenster. | 09282190 |
|                                         | Wohn- und Geschäftshaus mit Läden in geschlossener Bebauung, Eckhaus | Obermarkt 11 (Hauptanschrift: Demianiplatz 3) (Karte)       | Bezeichnet mit 1852                                                                                             | Baugeschichtlich, städtebaulich und straßenbildprägend von Bedeutung. Erdgeschoss mit großen Ladenöffnungen. | 09282189 |
|                                         | Wohnhaus in geschlossener Bebauung | Obermarkt 12 (Karte)                                        | 1860er Jahre | Baugeschichtlich und städtebaulich von Bedeutung | 09282346 |
| Weitere Bilder                          | Wohnhaus mit Läden mit originalen Fronten in geschlossener Bebauung, Eckhaus | Obermarkt 13 (Karte)                                        | 1850er Jahre | Betonung durch Eckerker über drei Geschosse und Laternenaufsatz, baugeschichtlich und platzbildprägend von Bedeutung. Turmartiger Eckerker mit Aufsatz. Jecht keine Datierung. | 09282347 |
|                                         | Wohnhaus in geschlossener Bebauung | Obermarkt 14 (Karte)                                        | Anfang 20. Jahrhundert                                                                                          | In diesem Haus soll sich nach Jecht die Geschichte mit dem Nachtschmied abgespielt haben, baugeschichtlich von Bedeutung | 09282348 |
|                                         | Wohnhaus in geschlossener Bebauung mit Geschäft und Bauplastik | Obermarkt 15 (Karte)                                        | 1850er Jahre (Wohnhaus); 1936 (Säulenfigur und Relief)                                                          | Fassadengestaltung von 1936, Relief „Die Sage vom Nachtschmied“ und Christusfigur, baugeschichtlich und künstlerisch von Bedeutung. An der Fassade Figur und Relief, dabei die Klinkerverblendung mit zwei Laternen-Auslagern mit Kreuz, am 1. Obergeschoss unterlebensgroßer Christus, Hausspruch, Schriftzug vom Beerdigungsunternehmen. | 09282349 |
|                                         | Wohnhaus in geschlossener Bebauung, mit Laden | Obermarkt 16 (Karte)                                        | Bezeichnet mit 1720                                                                                             | Baugeschichtlich und städtebaulich von Bedeutung. Im Schlussstein bezeichnet mit 1720. Fassade um 1860/70 verändert. | 09282345 |
| Weitere Bilder                          | Gasthaus Weißes Roß in geschlossener Bebauung | Obermarkt 17 (Karte)                                        | Um 1720 | Dazu gehörte ab 1840 eine Reitbahn hinten im Grundstück, diese 1868 umgebaut und von 1853 bis 1911 Synagoge, siehe Langenstraße 24, baugeschichtlich und ortsgeschichtlich von Bedeutung. Gastwirtschaft seit 1653. Gasthaus bis Mitte 19. Jahrhundert. Barockhaus. Haustür um 1820. | 09282350 |
|                                         | Wohnhaus in geschlossener Bebauung, mit Gaststätte (Zum Nachtschmied; Reichenbacher Turm) | Obermarkt 18 (Karte)                                        | Nach 1717 | Im 1. Obergeschoss Sitzungssaal und Gaststättenraum mit Stuckdecke, baugeschichtlich und ortsgeschichtlich von Bedeutung. Ursprünglich barockes Haus um 1860 aufgestockt (3. Obergeschoss). um 1720. Gaststättenausstattung im Erdgeschoss Ende 19. Jahrhundert mit Holztäfelung, originalem Tresen und farbigen Bleiglasfenstern. | 09282351 |
| Weitere Bilder                          | Wohnhaus in geschlossener Bebauung | Obermarkt 19 (Karte)                                        | 1890er Jahre | Sehr schmales Gebäude mit reich gestalteter Fassade, baugeschichtlich und städtebaulich von Bedeutung. Zweiachsiges Haus mit weißen Verblendziegeln, Mittelerker im 1. Obergeschoss. Originale Haustür und Fenster, innen Wandbilder und Fußbodenkacheln. | 09282352 |
|                                         | Mietshaus in geschlossener Bebauung, Eckhaus mit originalem Eckladen | Obermarkt 20 (Hauptanschrift: Breite Straße 1) (Karte)      | 1860er Jahre | Eingang an der Breiten Straße im niedrigeren Teil, baugeschichtlich und städtebaulich von Bedeutung | 09282529 |
|                                         | Wohnhaus mit Laden in geschlossener Bebauung, Eckhaus | Obermarkt 21 (Breite Straße 26) (Karte)                     | Nach 1717 | Baugeschichtlich und städtebaulich von Bedeutung. Laden keine originale Front. Front zum Obermarkt mit nur 2 Obergeschossen, einziges Beispiel der einstigen Traufhöhe am Obermarkt. | 09282354 |
| Weitere Bilder                          | Wohnhaus in geschlossener Bebauung (Zum Blauen Löwen; Zur Goldenen Krone) | Obermarkt 22 (Karte)                                        | 1862, Kern älter                                                                                                | Einst mit Gasthof zum „Blauen Löwen“, 1826 umbenannt in zur „Goldenen Krone“, Neorenaissancefassade, baugeschichtlich, ortsgeschichtlich und straßenbildprägend von Bedeutung. Nach Einsturz und Abriss großer Hausteile des Barockhauses 1846 oder 1847 Wiederaufbau, 1862 Fassade im Stile der italienischen Spätrenaissance mit Kolossalordnung. 1862 auch das 3. Obergeschoss und das Drempelgeschoss, einheitliche Neurenaissance-Fassade. Segmentbogenportal 18. Jahrhundert. Vorhanden noch weit links das barocke Portal. Bis Mitte 19. Jahrhundert Gasthaus. Um 2005 Abriss von Seiten- und Hintergebäude, waren keine Denkmale. | 09282355 |
|                                         | Gasthof zum Goldenen Stern, Stadt Berlin; Wohnhaus in geschlossener Bebauung, mit zwei Läden mit originalen Fronten | Obermarkt 23 (Karte)                                        | Nach 1717 | Gründerzeitfassade, baugeschichtlich und städtebaulich von Bedeutung. Gründerzeitfassade auf barockem Kern. Ladenfronten ebenfalls gründerzeitlich. Gesprengter neubarocker Giebel. | 09282356 |
|                                         | Börsenhalle; Wohnhaus in geschlossener Bebauung, mit Restaurant | Obermarkt 24 (Karte)                                        | Bezeichnet mit 1719                                                                                             | Barockhaus, baugeschichtlich und ortsgeschichtlich von Bedeutung. Inschrift in Gesims über Erdgeschoss: „Herr Gott, du gedenkest ja noch an mich und verläßt die nicht, die dich anrufen und dich lieben.“ Beide Haustüren um 1820. | 09282357 |
|                                         | Wohnhaus in geschlossener Bebauung, mit zwei kleinen Läden mit originalen Fronten | Obermarkt 25 (Karte)                                        | Um 1860 | Baugeschichtlich und städtebaulich von Bedeutung | 09282358 |
|                                         | Wohnhaus in geschlossener Bebauung, mit winkligem Hintergebäude | Obermarkt 26 (Karte)                                        | Um 1720 | Barockhaus, baugeschichtlich und städtebaulich von Bedeutung. Nach 1868 wurde auf den barocken Bau ein 3. Obergeschoss aufgesetzt und die Fassade verändert. Das Erdgeschoss unterlief mehreren Veränderungen, ist gestört. Haus mit Hof zur Verrätergasse. | 09282359 |
|                                         | Wohnhaus in geschlossener Bebauung, mit Laden mit originaler Front, durch das Haus verläuft links die Verrätergasse | Obermarkt 27 (Karte)                                        | 1575 | Durch das Haus verläuft links die Verrätergasse, baugeschichtlich und hausgeschichtlich von Bedeutung. Neuaufbau 1718 unter Einbeziehung einer Renaissancefassade von 1575. 3. Obergeschoss 1843. Barockdurchgang zur Verrätergasse mit Sandsteinportal, in Gesims Inschrift „Wer Gott vertraut hat...“ und Datum 1718. | 09282360 |
|                                         | Wohnhaus in geschlossener Bebauung, mit historischer Laden- und Erdgeschossfront des 19. Jahrhunderts | Obermarkt 28 (Karte)                                        | Um 1550 | Baugeschichtlich und städtebaulich von Bedeutung. 3. Obergeschoss nach Brand von 1717 aufgesetzt. Renaissance-Fenstergewände. | 09282361 |
|                                         | Napoleonhaus | Obermarkt 29 (Karte)                                        | Bezeichnet mit 1718                                                                                             | Prächtigster Barockbau am Obermarkt, gebaut für den Händler Wilhelm Schaumburg, auf Plan von 1867 Hauptsteueramt, baugeschichtlich, baukünstlerisch und städtebaulich von Bedeutung. Im Erdgeschoss 1880 Ladeneinbau. Erdgeschosshalle. | 09282362 |
|                                         | Wohnhaus in geschlossener Bebauung, Eckhaus | Obermarkt 31 (Fleischerstraße 1) (Karte)                    | 1953/54 | Neubau anstelle zweier abgebrannter Barockbauten, Architekt Albert Mayer, Görlitz, baugeschichtlich und städtebaulich von Bedeutung. Zurückhaltend historisierender Bau fügt sich städtebaulich ein und besitzt deshalb Denkmalwert. Bis 2009 auch unter Obermarkt 30 in der Denkmalliste. Laut Bauordnungsamt Görlitz ist Anschrift Obermarkt 30 weggefallen. | 09282363 |
|                                         | Wohnhaus in geschlossener Bebauung | Obermarkt 32 (Karte)                                        | Nach 1500 | Zwei Hausteile, das südliche als Eckhaus Fleischerstraße/Obermarkt spätgotisch mit barocker Dekoration, das zweite an der Fleischergasse, Anwesen war Gasthof Goldener Adler, im Haus von 1703 bis 1776 die Post, baugeschichtlich von Bedeutung. Erker 1542, Portal 1571 bezeichnet. Das Haus umfasste alle Gebäude zwischen Plattnerstraße und Fleischergasse, Plattnergasse 2 gehört bis heute zum Grundstück. | 09282364 |
|                                         | Wohnhaus in geschlossener Bebauung, Eckhaus, mit Schwibbogen zu Brüderstraße 1 | Obermarkt 33 (Plattnerstraße 1) (Karte)                     | 2. Hälfte 18. Jahrhundert, Kern älter                                                                           | Schwibbogen wegen Erschütterung durch Kupferschmiede, baugeschichtlich von Bedeutung. In Plattnerstraße Hausmarke 1751, Gebäude von 1658 bis 1750 Kupferschmiede. | 09282365 |
| Weitere Bilder                          | Schwibbogenhaus; Wohnhaus in geschlossener Bebauung, Eckhaus, dazu Gebäude mit Durchgangsbogen und Wohnhaus zum Klosterplatz | Obermarkt 34 (Brüderstraße 18) (Karte)                      | 1. Hälfte 16. Jahrhundert (Wohnhaus); um 1880 (Wohnhaus); im Kern älter (Verbindungsgang)                       | Baugeschichtlich und straßenbildprägend von Bedeutung. Wohnhaus Obermarkt: Ursprung möglicherweise mittelalterlich, Teile 1. Hälfte 16. Jahrhundert. Großer Baukörper mit spätgotischem Spitzbogendurchgang zum Klosterplatz, als Spitztonne gewölbt. Giebelseite zur Brüderstraße mit Inschrift 1819, betrifft Innenumbau unter Beibehaltung der Umfassungsmauern. 1819 Renaissancegiebel beseitigt und Haupthaus umgebaut. Erdgeschoss zwei Läden. Gebäude mit Durchgangsbogen und darüberliegenden Wohnetagen von 1533. Wohnhaus zum Klosterplatz. | 09282318 |
|                                         | Straßen der Historischen Altstadt mit Bürgersteigen und Granitpflasterungen | Peterstraße (Karte)                                         | 19. Jahrhundert                                                                                                 | Stadtgeschichtlich und straßenbildprägend von Bedeutung | 09302847 |
|                                         | Wohnhaus in geschlossener Bebauung, bestehend aus zwei Gebäudeteilen | Peterstraße 1 (Karte)                                       | Bezeichnet mit 1552                                                                                             | Gehört zum Grundstück Untermarkt 24, siehe auch dort, im Hof großes Granit-Wasserbecken, baugeschichtlich und hausgeschichtlich von Bedeutung. Bedeutender Renaissancebau, stilistisch Art des Wendel Roskopf d. Ä. (gestorben 1546), weiterentwickelt wohl von Wendel Roskopf d. J. Erdgeschossumbauten im 19. und 20. Jahrhundert. Nach Peterstraße zwei Renaissancegiebel. | 09282690 |
| Weitere Bilder                          | Wohnhaus in geschlossener Bebauung, Eckhaus | Peterstraße 2 (Rosenstraße 7) (Karte)                       | Nach 1525 | Baugeschichtlich und städtebaulich von Bedeutung | 09282691 |
| Weitere Bilder                          | Wohnhaus in geschlossener Bebauung, Eckhaus | Peterstraße 3 (Rosenstraße 6) (Karte)                       | Nach 1685 | Baugeschichtlich und städtebaulich von Bedeutung. Kartusche am Erker. Repräsentatives Portal, barocke Tür. Gebaut von Caspar Besser. Laut ALK-Daten Flurstück 1050. | 09282693 |
| Weitere Bilder                          | Wohnhaus in geschlossener Bebauung | Peterstraße 4 (Karte)                                       | Um 1570 | Älteste Bausubstanz, Innenhof mit Arkadengängen, baugeschichtlich und städtebaulich von Bedeutung. Früher Gaststätten und Läden. Originale eisenbeschlagene Haustür. Im Erdgeschoss Halle mit Kreuzgratgewölben. 1570–1614 wohnte hier Bartholomäus Scultetus. | 09282694 |
| Weitere Bilder                          | Wohnhaus in geschlossener Bebauung | Peterstraße 5 (Karte)                                       | Kern 16. Jahrhundert                                                                                            | Baugeschichtlich und städtebaulich von Bedeutung. Im Erdgeschoss Halle mit Stichkappengewölbe. | 09282695 |
| Weitere Bilder                          | Wohnhaus in geschlossener Bebauung, mit Laden | Peterstraße 6 (Karte)                                       | Kern 16. Jahrhundert                                                                                            | Baugeschichtlich und städtebaulich von Bedeutung. Wohn- und Handelshaus. Ladeneinbau 2. Hälfte 19. Jahrhundert. | 09282696 |
| Weitere Bilder                          | Wohnhaus in geschlossener Bebauung mit Laden, Eckhaus und weiteres Haus (auch Adresse Nikolaistraße 1) | Peterstraße 7 (Nikolaistraße 1) (Karte)                     | Bezeichnet mit 1544                                                                                             | Eckhaus Renaissancebau mit aufwändigem Giebel und Portal, baugeschichtlich und künstlerisch von Bedeutung. Im Erdgeschoss Halle mit Kreuzgratgewölben. Bau im Portal bezeichnet. | 09282697 |
| Weitere Bilder                          | Wohnhaus in geschlossener Bebauung, Eckhaus | Peterstraße 8 (Karte)                                       | 1528 | Mit ursprünglichem Rückgebäude, gebaut für den Kaufmann und Bürgermeister F. Schneider, baugeschichtlich und kunstgeschichtlich von Bedeutung. nach dem Schönhof zweiter Renaissancebau. | 09282699 |
| Weitere Bilder                          | Wohnhaus in geschlossener Bebauung | Peterstraße 9 (Karte)                                       | Nach 1525 | Renaissancehaus mit Sitznischenportal, baugeschichtlich und städtebaulich von Bedeutung. Mehrfach umgestalteter Renaissancebau. Renaissanceportal mit angedeuteten Sitznischen. | 09282700 |
|                                         | Wohnhaus in geschlossener Bebauung | Peterstraße 10 (Karte)                                      | Bezeichnet mit 1578                                                                                             | Renaissancehaus mit Sitznischenportal, baugeschichtlich, künstlerisch und städtebaulich von Bedeutung. Umbauten mit starker Erneuerung des Baukörpers. Haustür mit klassizistischer Gestaltung (u. a. Beschlag, Klinke), um 1820. Renaissance-Sitznischenportal mit zwei Männerköpfen, am Portal Datierung 1578. Typisches Hallenhaus, hier u. a. noch Renaissancegewände erhalten. | 09282701 |
| Direkt Bild zu diesem Denkmal hochladen | Wohnhaus in geschlossener Bebauung | Peterstraße 11, 12 (Karte)                                  | 1956–1958 | Architekt Bernhard Klemm, Renaissanceportal versetzt nach Brüderstraße 10, über dem Hofeingang Schlussstein mit Inschrift, bezogen auf den Umbau des eingestürzten Baus von 1765, baugeschichtlich und städtebaulich von Bedeutung. Bau als langer Trakt in stumpfwinkliger Flucht entlang der Peterstraße. Abbruchstelle Nummer 12 mit in den gegenwärtigen Bau einbezogen. Neubau unter Wiederverwendung älterer Teile, die aber nicht mehr erkennbar sind, Bau fügt sich gut ein. Der alte Bau stürzte bei Sicherungsmaßnahmen ein. Eine Frau und ein Kind kamen dabei zu Tode. Der alte Bau stammt aus der Renaissance. | 09282702 |
| Weitere Bilder                          | Wohnhaus in geschlossener Bebauung, mit Läden | Peterstraße 13 (Karte)                                      | 19. Jahrhundert mit Bauteilen des 18. Jahrhunderts                                                              | Baugeschichtlich und städtebaulich von Bedeutung. Bau auf altem Grundstück, vielleicht mit Bauteilen des 18. Jahrhunderts errichtet. Weiter Dachüberstand. Läden im Erdgeschoss leerstehend. | 09282703 |
| Direkt Bild zu diesem Denkmal hochladen | Wohnhaus in geschlossener Bebauung | Peterstraße 14 (Karte)                                      | Kern um 1450 | Spätmittelalterliches dreizoniges Görlitzer Hallenhaus, am Portal Schlussstein mit Wappenkartusche der Familie Schön, 1751 wurde hier der Bürgermeister Samuel August Sohr geboren, baugeschichtlich, kunstgeschichtlich und ortsgeschichtlich von Bedeutung | 09282704 |
| Direkt Bild zu diesem Denkmal hochladen | Wohnhaus in geschlossener Bebauung | Peterstraße 15 (Karte)                                      | 17. Jahrhundert                                                                                                 | Gebäude Hainwald 2 vermutlich einstiges Rückgebäude dazu, in den Obergeschossen barocke Raumfluchten erkennbar, baugeschichtlich und städtebaulich von Bedeutung. Bau unter Verwendung älterer Teile barockisiert, Fassade der Zeit entsprechend. Barockbau mit Kolossalpilastern. Erdgeschoss durch spätere Umbauten gestört. Eingang eingezogen, schönes Portal. Seitenflügel abgebrochen. | 09282705 |
| Direkt Bild zu diesem Denkmal hochladen | Wohnhaus in geschlossener Bebauung | Peterstraße 16 (Karte)                                      | Mitte 15. Jahrhundert                                                                                           | Baugeschichtlich und städtebaulich von Bedeutung. Bau aus verschiedenen Bauperioden. Aus zwei älteren Einheiten zusammengezogene Front, im Wesentlichen Barock, nach 1717 vereinheitlicht. Ladeneinbauten 2. Hälfte 19. Jahrhundert. Ehemaliges Wohn- und Handelshaus. Pilastergliederung, Kreuzrippengewölbe. Halle mit Kreuzgratgewölbe. Eingang eingezogen. | 09282706 |
|                                         | Wohnhaus in geschlossener Bebauung | Peterstraße 17 (Karte)                                      | Um 1535 | Reiche Renaissancefassade, baugeschichtlich und hausgeschichtlich von Bedeutung. Renaissancehaus. Erdgeschossumbau um 1830/1840. Mit vertikalen und horizontalen Renaissancegliederungen (Pilaster und verkröpfte Gesimse). Mit kleinem, schlecht verputztem Hof. | 09282707 |
|                                         | Straßen der Historischen Altstadt mit Bürgersteigen und Granitpflasterungen | Plattnerstraße (Karte)                                      | 19. Jahrhundert                                                                                                 | Stadtgeschichtlich und straßenbildprägend von Bedeutung | 09302847 |
|                                         | Wohnhaus in geschlossener Bebauung, Eckhaus, mit Schwibbogen zu Brüderstraße 1 | Plattnerstraße 1 (Hauptanschrift: Obermarkt 33) (Karte)     | 2. Hälfte 18. Jahrhundert, Kern älter                                                                           | Schwibbogen wegen Erschütterung durch Kupferschmiede, baugeschichtlich von Bedeutung. In Plattnerstraße Hausmarke 1751, Gebäude von 1658 bis 1750 Kupferschmiede. | 09282365 |
|                                         | Wohnhaus in geschlossener Bebauung | Plattnerstraße 2 (Karte)                                    | Nach 1717 | Grundriss eines spätmittelalterlichen Hallenhauses, Bau 2. Hälfte 19. Jahrhundert aufgestockt, baugeschichtlich und städtebaulich von Bedeutung | 09282137 |
|                                         | Wohnhaus in geschlossener Bebauung | Plattnerstraße 8 (Karte)                                    | Renaissancekern                                                                                                 | Wohl Rückgebäude von Brüderstraße 1, baugeschichtlich von Bedeutung | 09282329 |
|                                         | Wohnhaus in geschlossener Bebauung, mit Läden mit originalen Fronten, Eckhaus | Plattnerstraße 9 (Hauptanschrift: Brüderstraße 1) (Karte)   | 16. Jahrhundert                                                                                                 | Im Kern Renaissance und Barock, Schwibbogen zu Obermarkt 33, baugeschichtlich und städtebaulich von Bedeutung | 09282136 |
|                                         | Straßen der Historischen Altstadt mit Bürgersteigen und Granitpflasterungen | Platz des 17. Juni (Karte)                                  | 19. Jahrhundert                                                                                                 | Stadtgeschichtlich und straßenbildprägend von Bedeutung | 09302847 |
| Weitere Bilder                          | Reichenbacher Turm als Teil der Stadtbefestigung | Platz des 17. Juni (Karte)                                  | 1376 | Baugeschichtlich, stadtgeschichtlich und stadtbildprägend von Bedeutung. Ältester Teil mit quadratischem Querschnitt. Oben mit oktogonalem Querschnitt mit Wehrgang. Erste Erwähnung 1376, 1485 erhöht, 1782 Kupferhaube. | 09282369 |
| Weitere Bilder                          | Kaisertrutz als Teil der Stadtbefestigung, der Stadtmauer vorgelagerter Wehrbau | Platz des 17. Juni 1 (Karte)                                | 1490 erbaut | Neben einem Krakauer Werk das einzige seiner Art, nach Abbruch der anliegenden Mauern 1850 durch einen Zinnenkranz, einen Turmaufbau, zwei vorgelagerte Blöcke mit eingeschlossener Säulenhalle ergänzt und als Hauptwache der Garnison verwendet, baugeschichtlich, stadtgeschichtlich und platzbildprägend von Bedeutung. Viergeschossiges Festungsrondell um 1490. Name Kaisertrutz erst 1641, vorher Reichenbacher Rondell, großes Rondell oder Rondell genannt. Zum Schutze der Stadt westlich vom Reichenbacher Tor gebaut. Kasemattenbau. Ringförmiger Grundriss um runden Hof, in dessen Mitte Rundturm mit Renaissance-Aufbau, darauf neugotische Turmstube mit Zinnenkranz von 1848/1850. Ursprung von 1490. Ab 1932 Museum für Stadtgeschichte und Ur- und Frühgeschichte. 1938 Entfernung der Zinnen. Heute Adresse Platz des 17. Juni Nummer 1. Dargestellt auf Kachelbild in der Bismarckstraße 19. | 09282375 |
| Weitere Bilder                          | Vereinshaus des Gewerbevereins; Humboldthaus | Platz des 17. Juni 2, 3 (Karte)                             | 1871 | 1923 gekauft von der Freimaurerloge Zum ewigen Licht, 1938 von der Naturforschenden Gesellschaft zur Unterbringung der umfangreichen Sammlungen erworben, nunmehr Humboldthaus, baugeschichtlich und ortsgeschichtlich von Bedeutung. Datierung urkundlich belegt. Originale Haustür mit farbigem Bleiglas darüber. Fenster neu. | 09282194 |
| Direkt Bild zu diesem Denkmal hochladen | Straßen der Historischen Altstadt mit Bürgersteigen und Granitpflasterungen | Rosenstraße (Karte)                                         | 19. Jahrhundert                                                                                                 | Stadtgeschichtlich und straßenbildprägend von Bedeutung | 09302847 |
|                                         | Wohnhaus in geschlossener Bebauung, Eckhaus | Rosenstraße 1 (Hauptanschrift: Helle Gasse 15) (Karte)      | Um 1928 | Wohl erster sozialer Wohnungsbau, städtebaulich und sozialgeschichtlich von Bedeutung. Mit graniteingefasstem Portal. | 09282116 |
| Direkt Bild zu diesem Denkmal hochladen | Wohnhaus in geschlossener Bebauung, Eckhaus zur Jüdenstraße | Rosenstraße 2 (Karte)                                       | Nach 1717 | Baugeschichtlich und städtebaulich von Bedeutung. Renaissancearkadenfolge vermauert und unter Putz. Innenhalle. | 09282747 |
| Weitere Bilder                          | Wohnhaus in geschlossener Bebauung | Rosenstraße 4 (Karte)                                       | Bezeichnet mit 1720                                                                                             | Inschriftlich datiert über Portalbekrönung, schönes Barockhaus, baugeschichtlich und städtebaulich von Bedeutung. Aus zwei Vorgängern, mit Halle. | 09282507 |
| Weitere Bilder                          | Wohnhaus in geschlossener Bebauung | Rosenstraße 5 (Karte)                                       | 1874–1876 | Wohnhaus des Renaissancearchitekten Wendel Roskopf des Älteren, vorher des spätgotischen Hüttenmeisters Andreas Stieglitz, baugeschichtlich von Bedeutung | 09282508 |
| Weitere Bilder                          | Wohnhaus in geschlossener Bebauung, Eckhaus | Rosenstraße 6 (Hauptanschrift: Peterstraße 3) (Karte)       | Nach 1685 | Baugeschichtlich und städtebaulich von Bedeutung. Kartusche am Erker. Repräsentatives Portal, barocke Tür. Gebaut von Caspar Besser. Laut ALK-Daten Flurstück 1050. | 09282693 |
| Weitere Bilder                          | Wohnhaus in geschlossener Bebauung, Eckhaus | Rosenstraße 7 (Hauptanschrift: Peterstraße 2) (Karte)       | Nach 1525 | Baugeschichtlich und städtebaulich von Bedeutung | 09282691 |
| Direkt Bild zu diesem Denkmal hochladen | Wohnhaus in geschlossener Bebauung | Rosenstraße 8 (Karte)                                       | Nach 1717 | Baugeschichtlich und städtebaulich von Bedeutung. Im Kern sicher älter. Langgestreckter Bau. Brauhaus. | 09282511 |
|                                         | Wohnhaus in geschlossener Bebauung, Eckhaus zur Jüdenstraße | Rosenstraße 10 (Karte)                                      | Anfang 19. Jahrhundert                                                                                          | War Rückgebäude von Untermarkt 19, baugeschichtlich und städtebaulich von Bedeutung. Hatte auch Adresse Jüdenstraße 19. | 09282512 |
| Direkt Bild zu diesem Denkmal hochladen | Wohnhaus in geschlossener Bebauung, Eckhaus | Rosenstraße 11 (Hauptanschrift: Jüdenstraße 2) (Karte)      | 1855/56 | Baugeschichtlich und städtebaulich von Bedeutung. Originale Fenster und Haustür. | 09280768 |
|                                         | Straßen der Historischen Altstadt mit Bürgersteigen und Granitpflasterungen | Schwarze Straße (Karte)                                     | 19. Jahrhundert                                                                                                 | Stadtgeschichtlich und straßenbildprägend von Bedeutung | 09302847 |
|                                         | Wohnhaus mit Läden in geschlossener Bebauung, Eckhaus | Schwarze Straße 1 (Fischmarktstraße 3) (Karte)              | Bezeichnet mit 1845                                                                                             | Baugeschichtlich und städtebaulich von Bedeutung. Erdgeschoss Läden und Klappläden. Originale Inschriftentafel über dem Eingang. Originale Haustür und moderne Fenster. | 09282440 |
|                                         | Wohnhaus in geschlossener Bebauung | Schwarze Straße 2 (Karte)                                   | 1. Hälfte 16. Jahrhundert                                                                                       | Baugeschichtlich von Bedeutung | 09284989 |
| Direkt Bild zu diesem Denkmal hochladen | Wohnhaus in geschlossener Bebauung | Schwarze Straße 3 (Karte)                                   | 16. bis 18. Jahrhundert                                                                                         | Baugeschichtlich und hausgeschichtlich von Bedeutung. Fassade vorgeblendet, älteres Baumaterial. Bis 2009 zusammen mit Brüderstraße 13 und Schwarze Straße 4 in einem Dokument zusammengefasst. | 09284990 |
| Direkt Bild zu diesem Denkmal hochladen | Wohnhaus in geschlossener Bebauung | Schwarze Straße 4 (Hauptanschrift: Brüderstraße 13) (Karte) | 16. Jahrhundert im Kern                                                                                         | Spätmittelalterlicher Kern, Fassade barock, Durchgang zur Schwarzen Straße verläuft im Bau, baugeschichtlich von Bedeutung. Ehemaliger Brauhof (Gebäude steht seit etwa 1400). Im Erdgeschoss Segmentbogen, in Durchfahrt Kreuzgratgewölbe. Laden 2. Hälfte 19. Jahrhundert, 1620 Fassadenerneuerung. – 25. November 1999: Zustimmung zu Rückbau der Hofanbauten erteilt. | 09282147 |
| Direkt Bild zu diesem Denkmal hochladen | Wohnhaus in geschlossener Bebauung, Eckhaus mit Vorderfront zur Brüderstraße, mit Verbindungsgang zur Brüderstraße 13 und drei Schwibbögen zur Schwarzen Gasse 3, 4 | Schwarze Straße 5 (Brüderstraße 12) (Karte)                 | Um 1730, Kern älter (Wohnhaus); 1730 (Verbindungsgang)                                                          | Qualitätvolle Barockfassade, baugeschichtlich und straßenbildprägend von Bedeutung. Spätmittelalterlicher Vorgängerbau. Ehemaliger Brauhof, mit Brüderstraße13 (ebenfalls Brauhof) seit 1730 durch einen steinernen Überbau über der Schwarzen Straße verbunden. Erdgeschoss mit Laden. Mansarddach und Dachausbauten 2. Hälfte 19. Jahrhundert. Bogendurchgang zur Brüderstraße 11. Im Inneren Stuckdecken. LKD und LKG. | 09282330 |
| Direkt Bild zu diesem Denkmal hochladen | Wohnhaus, nach links freistehend | Schwarze Straße 6 (Karte)                                   | 18. Jahrhundert                                                                                                 | Baugeschichtlich von Bedeutung, biedermeierliches Erdgeschoss | 09282445 |
| Direkt Bild zu diesem Denkmal hochladen | Wohnhaus in geschlossener Bebauung | Schwarze Straße 7 (Karte)                                   | 16. Jahrhundert                                                                                                 | Baugeschichtlich von Bedeutung, schlichter Bau | 09282446 |
| Direkt Bild zu diesem Denkmal hochladen | Wohnhaus in geschlossener Bebauung, Eckhaus (Fischmarkt 1) | Schwarze Straße 8 (Karte)                                   | 16. Jahrhundert                                                                                                 | Baugeschichtlich von Bedeutung | 09285391 |
| Direkt Bild zu diesem Denkmal hochladen | Straßen der Historischen Altstadt mit Bürgersteigen und Granitpflasterungen | Sporergasse (Karte)                                         | 19. Jahrhundert                                                                                                 | Stadtgeschichtlich und straßenbildprägend von Bedeutung | 09302847 |
| Direkt Bild zu diesem Denkmal hochladen | Mietshaus in geschlossener Bebauung, Eckhaus zur Langenstraße, mit zwei Läden | Sporergasse 5 (Karte)                                       | Um 1880 | Baugeschichtlich und stadtentwicklungsgeschichtlich von Bedeutung. Läden mit originaler Front. | 09282561 |
|                                         | Wohnhaus in geschlossener Bebauung, mit Torhaus an der Sporergasse, Eckhaus | Sporergasse 6 (Karte)                                       | Nach 1717 | Baugeschichtlich und städtebaulich von Bedeutung. Torhaus mit großer rundbogiger Hofeinfahrt. | 09282563 |
| Direkt Bild zu diesem Denkmal hochladen | Fassade eines ehemaligen Torhauses mit Mauer und Eingang | Sporergasse 7 (Karte)                                       | 17. Jahrhundert                                                                                                 | Städtebaulich von Bedeutung. Haus 1987 abgerissen, war desolat, Gewölbe im Erdgeschoss verschoben usw. | 09285392 |
| Direkt Bild zu diesem Denkmal hochladen | Wohnhaus in geschlossener Bebauung | Sporergasse 8 (Karte)                                       | Bezeichnet mit 1720                                                                                             | Barockhaus mit reich geschmücktem Portal, baugeschichtlich von Bedeutung | 09282562 |
| Direkt Bild zu diesem Denkmal hochladen | Wohnhaus in nach links geschlossener Bebauung | Sporergasse 9 (Karte)                                       | Kern 16. Jahrhundert                                                                                            | Baugeschichtlich von Bedeutung. Barockes Oberlichtgitter über Haustür. | 09289069 |
|                                         | Straßen der Historischen Altstadt mit Bürgersteigen und Granitpflasterungen | Steinstraße (Karte)                                         | 19. Jahrhundert                                                                                                 | Stadtgeschichtlich und straßenbildprägend von Bedeutung | 09302847 |
|                                         | Wohnhaus in geschlossener Bebauung, Eckhaus | Steinstraße 1 (Obermarkt 6) (Karte)                         | 1844 | Bauherr ist Kürschnermeister Carl Friedrich Thorer, mächtiger Bau mit zwei Innenhöfen, baugeschichtlich und städtebaulich von Bedeutung | 09282174 |
| Direkt Bild zu diesem Denkmal hochladen | Kaufhaus in geschlossener Bebauung | Steinstraße 2, 3, 4, 5 (Karte)                              | Um 1900 | Einheitliche Fassade mit großen Fensteröffnungen, baugeschichtlich und städtebaulich von Bedeutung. Fassade stark aufgebrochen. Laut ALK-Daten besitzt das Kaufhaus vier Hausnummern mit einer Flurstücksnummer. Vermutlich wurden um 1900 die vier Wohnhäuser umgebaut und mit einer einheitlichen Fassade versehen. | 09280332 |
| Direkt Bild zu diesem Denkmal hochladen | Wohn- und Geschäftshaus in geschlossener Bebauung, Eckhaus | Steinstraße 6 (Nonnenstraße 13) (Karte)                     | 1854 | Spätklassizistische Fassade, baugeschichtlich und städtebaulich von Bedeutung. Großes Wohn- und Geschäftshaus, Nummer 6 ehemaliger umfangreicher Brauhof, 1854 neu erbaut, wobei Fluchtlinie in Nonnengasse verändert und zwei dort befindliche Strebepfeiler beseitigt wurden. Fassade geglättet, Erdgeschoss völlig aufgebrochen. Eckladen innen mit gusseiserner Säule mit korinthischem Kapitell. Bis April 2009 irrtümlich auch unter Steinstraße 5 in der Denkmalliste. | 09282175 |
| Direkt Bild zu diesem Denkmal hochladen | Wohnhaus in geschlossener Bebauung, mit Läden mit originalen Fronten, Eckhaus | Steinstraße 7 (Hauptanschrift: Nonnenstraße 12) (Karte)     | 1859 | Fassaden in Neorenaissance, baugeschichtlich und straßenbildprägend von Bedeutung. Palazzoartiger Bau mit rundbogigen Fenstern. Putznutungen. | 09282181 |
|                                         | Wohnhaus in geschlossener Bebauung, mit Laden mit originaler Front | Steinstraße 8 (Karte)                                       | 1859 | Spätklassizistische Fassade, baugeschichtlich und städtebaulich von Bedeutung | 09282182 |
| Direkt Bild zu diesem Denkmal hochladen | Wohn- und Geschäftshaus in geschlossener Bebauung, Eckhaus zur Steinstraße | Steinstraße 9 (Hauptanschrift: Elisabethstraße 1) (Karte)   | Nach 1863 | Baugeschichtlich und städtebaulich von Bedeutung. Vorgängerbau war ein Brauhaus, davon Inschrift von 1474. Gebäude wurde für das Jetzige abgerissen. | 09282211 |
|                                         | Wohnhaus in geschlossener Bebauung, Eckhaus zur Elisabethstraße | Steinstraße 10 (Annengasse 3) (Karte)                       | 1845 | Baugeschichtlich und städtebaulich von Bedeutung. Gehörte 1862 Seifensieder Dobschall. Gebäude mindestens von 1675 bis 1750 altes Huf- und Waffenschmiedehaus, dann Böttcherhaus, 1845 abgebrochen und um 1850 Neubau. Fassade um 1910 verändert. Originale Haustür. | 09282176 |
|                                         | Wohnhaus in geschlossener Bebauung, mit originalem Laden mit Gusseisenträgern | Steinstraße 11 (Karte)                                      | 1850er Jahre | Schmales Gebäude mit spätklassizistische Fassade, baugeschichtlich und städtebaulich von Bedeutung | 09282177 |
| Weitere Bilder                          | Wohnhaus in geschlossener Bebauung, mit originalen Ladenfronten um 1900, drei Hintergebäuden und Gedenktafel für Freiherrn von Stein, der im Mai 1813 hier wohnte | Steinstraße 12 (Karte)                                      | 18./19. Jahrhundert                                                                                             | Baugeschichtlich und ortsgeschichtlich von Bedeutung. Altes Schwarz- und Schönfärbehaus seit mindestens 1675. Läden um 1900 mit sehr schönen Fronten. Originale Haustür und Fenster. | 09282178 |
|                                         | Wohnhaus in geschlossener Bebauung, mit Läden, mit rechtem und linkem Hofflügel und Hinterhaus | Steinstraße 13 (Karte)                                      | 1832 | Aufwändiger Fassadenschmuck, baugeschichtlich und städtebaulich von Bedeutung. Alter Brauhof, um 1800 frühbarockes Aussehen. 1832 urkundlich belegt abgebrochen und danach Neubau. Läden im Erdgeschoss. In Haustür rechts geätzte Scheibe. | 09282179 |
|                                         | Wohnhaus in geschlossener Bebauung, mit Laden mit originaler Front um 1910 und Hofgebäude | Steinstraße 14 (Karte)                                      | 1866 | Klassizistische Fassade, baugeschichtlich und städtebaulich von Bedeutung. Ursprünglich Seitengebäude von Nummer 15, 1828 abgebrochen und Neubau 1866. Im Erdgeschoss Laden um 1905–1910 mit schönen originalen Fronten, etwas farbigem Bleiglas. Originale Haustür. | 09282180 |
|                                         | Wohn- und Geschäftshaus in geschlossener Bebauung | Steinstraße 15 (Hauptanschrift: Obermarkt 7) (Karte)        | 1838 | Eckhaus, Bauherren des Neubaus von 1838 waren die Sattler Böhme, die der späteren Umbauten die Kaufleute und Witwe Meirowsky, baugeschichtlich und städtebaulich von Bedeutung. Ursprünglich gehörte die Steinstraße 14 dazu. 2. und 3. Obergeschoss in der Form wohl 1876, Erdgeschoss und 1. Obergeschoss wohl 1895 zu Ladenetagen in Eisenkonstruktion umgestaltet. Es verbleiben neben den großen Schaufenstern keine Mauerflächen. Der untere Laden ist neubarock ausgestaltet, mit diagonaler Treppe mit kunstvollem, schmiedeeisernen Gitter. Seit 1875 im Besitz der Familie Meirowsky, die schon früher dort ihr Geschäft betrieben (Jecht S. 372). | 09282323 |
|                                         | Uferpromenade im Gebiet zwischen Neißstraße und Bergstraße mit am Ufer der Neiße entlang führenden Wegen, Grünflächen mit struktur- und raumbildendem Gehölzbestand und Baumreihe aus Winter-Linden, älteste Promenadenanlage der Stadt | Uferstraße zwischen Neiß- und Bergstraße (Karte)            | 19. Jahrhundert                                                                                                 | Von stadthistorischer, städtebaulicher und landschaftsgestaltender Bedeutung Beschreibung des Gartendenkmals: Promenade mit am Ufer der Neiße entlang führendem Fußweg, Grünflächen mit Großgehölzen, parallel zumUferweg angeordnetem zweiten Fußweg, Baumreihe und Straßen - Wege: Fußwege mit wassergebundener Decke, Straße asphaltiert - Baumreihe: Baumreihe aus Winter-Linden (Tilia cordata) - Grünflächen: mit unregelmäßig angeordneten Großgehölzen, u. a. Linden (Tilia spec.), Rot-Eichen (Quercus rubra), Hainbuchen (Carpinus betulus), Ulmen (Ulmus spec.) | 09281435 |
| Weitere Bilder                          | Alle Teile der südöstlichen Stadtbefestigung, dazu gehören äußere und innere Stadtmauer (1300/1310), die Ochsenbastei (bis zum Abriss der östlichen Hälfte 1834 Kahletor) sowie der als Grünanlage gestaltete Ochsenbasteizwinger mit Terrassen, Mauern, Portalen, Ziergittertoren, 6 Springbrunnen, Wegesystem mit Treppen, Pavillon, struktur- und raumbildender Bepflanzung sowie das Tor an der Bergstraße | (parallel zur Uferstraße) (Karte)                           | Ab ca. 1300 (äußere Zwingermauer und innere Stadtmauer); Spätmittelalter (Ochsenbastei); 1962/1963 (Parkanlage) | Stadtgeschichtlich und gartenkünstlerisch von Bedeutung. Eingangs-, Ausgangs- und mittiges Tor. Östlicher und südöstlicher Teil der Stadtbefestigung, zwei Mauern, dazwischen die Bastei bzw. der Zwinger. Die innere Mauer ist höher. Stadttor Ochsenbastei. Ostausmündung mit Tor ist an der Bergstraße. Der Entwurf der heute bestehenden Grünanlagen stammt von Henry Kraft. Beschreibung des Gartendenkmals: - Geschichte: 1834 Abriss des Stadttors an der „Kahle“, 1962/1963 Umgestaltung zur öffentlichen Grünanlage nach einem Entwurf von Herrmann Schüttauf sowie nach Entwürfen des Görlitzer Gartendirektors Henry Kraft (1899 bis 1979), letztere ausgeführt, 1999/2000 Restaurierung der Anlage, teilweise Neugestaltung - Bauliche Schutzgüter: Stadtmauer und Zwingermauer - Zugänge: Portal aus Bruchstein mit zweiflügligem Ziergitter-Tor und Ziegelabdeckung von der Jakob-Böhme-Straße, Portal aus Bruchstein, innen verputzt, mit dreiflügligem Ziergitter-Tor und Ziegelabdeckung von der Uferstraße, Portal aus Bruchstein trennt den Ochsenbasteizwinger in einen nördlichen und einen südlichen Bereich - Wegesystem: parallel zur Stadtmauer verlaufende Wege mit wassergebundener Decke, Treppe aus Granit nördlich des ehemaligen Rondells (Pavillon), Treppe aus Granit am Zugang Uferstraße - Gartenbauten: zu Pavillon umgebautes ehemaliges Rondell im südlichen Abschnitt - Wasserelemente: im nördlichen Bereich sechs aneinander gereihte Springbrunnen aus Sandstein mit quadratischem Grundriss, dessen Seiten leicht konkav gewölbt sind - Vegetation/Einzelbäume: zwei Säulen-Eichen (Quercus robur ‚Fastigiata’) an der Nordwand der Villa Bergstraße 1 markieren die Ausdehnung der Villa, Baumpaar aus Eiben (Taxus baccata) an der Zwingerbastei, zwei Baumpaare aus Säulen-Eichen (Quercus robur ‚Fastigiata’) an der östlich an den Zwinger angrenzenden Bebauung, Baumpaar aus Säulen-Eichen (Quercus robur ‚Fastigiata’) als Torbäume am mittleren Portal - Vegetation/Hecken und Sträucher: vier an barocke Vorbilder angelehnte Parterre mit Buchsbaum-Ornamenten (Buxus sempervirens) zwischen den Springbrunnen - Sonstige Schutzgüter: Blicke zur Neiße durch verschiedene Öffnungen in der Zwingermauer | 09302537 |
|                                         | Wohnhaus mit kleinem Torbogen | Uferstraße 5 (Karte)                                        | Ende 18./Anfang 19. Jahrhundert                                                                                 | Giebelständiges Gebäude, im Erdgeschoss Kreuzgratgewölbe, baugeschichtlich und städtebaulich von Bedeutung. Krüppelwalmdach, Giebelstellung, ursprünglich erfasst unter Uferstraße 3. | 09285393 |
| Weitere Bilder                          | Zwei im Winkel stehende Fabrikgebäude, eines davon mit Schornstein, und davor liegendes Nebengebäude | Uferstraße 32 (Karte)                                       | 1850er Jahre | Baugeschichtlich und ortsgeschichtlich von Bedeutung. Zwei Flügel in zyklopisch versetztem Bruchsteinmauerwerk und Klinkermauerwerk. Bau wurde später mit Klinker aufgestockt und andere Bauten kamen hinzu. | 09282678 |
|                                         | Straßen der Historischen Altstadt mit Bürgersteigen und Granitpflasterungen | Untermarkt (Karte)                                          | 19. Jahrhundert                                                                                                 | Stadtgeschichtlich und straßenbildprägend von Bedeutung | 09302847 |
| Weitere Bilder                          | Untermarkt; Marktplatz mit Neptunbrunnen | Untermarkt (Karte)                                          | 1. Hälfte 13. Jahrhundert (Marktplatz); 1756 (Marktbrunnen)                                                     | Ältester Platz der Stadt Görlitz, singulär die zum Teil unter den Arkaden der angrenzenden Bürgerhäuser verlaufenden Bürgersteige mit Stufen, die Bürgersteige mit Granitplatten und Basaltstraßenpflaster, Brunnen eine historische Röhr-Bütte, 1756 von Steinmetz Johann Georg Mattausch aus Wenig-Rackwitz bei Löwenberg nach einer Zeichnung von Johann Friedrich Wilhelm von Charpentier, Neptun steht am Rand des Brunnens, zwischen seinen Füßen ein Fisch, der Wasser in einen Zwischenbehälter in Form eines Kopfs speit, aus dem sich das Wasser in das Brunnenbecken ergießt, stadtgeschichtlich und künstlerisch von Bedeutung. Brunnen gefertigt von Johann Georg Mattausch, LKD und LKG. Bemerkung: Die Granitplatten und das Mosaiksteinpflaster (Basalt) der Bürgersteige und das Straßenpflaster (Basalt) sind weitestgehend unter Verwendung des alten Materiales 2002 bis 2003 neu verlegt worden. | 09287183 |
| Weitere Bilder                          | Wohnhaus in geschlossener Bebauung, mit Laden, Eckhaus zum Untermarkt | Untermarkt 1 (Hauptanschrift: Weberstraße 22) (Karte)       | Nach 1853 | Ersetzte ein Laubenhaus mit Prägung und Fassade um 1600, baugeschichtlich und städtebaulich von Bedeutung. Möglicherweise Reste des abgerissenen Vorgängers. Laden mit originaler Front. Originale Haustür. | 09282261 |
|                                         | Wohnhaus in geschlossener Bebauung, mit Laden | Untermarkt 2 (Karte)                                        | Spätgotik und Renaissance                                                                                       | Teil der ältesten Bebauung der Görlitzer Altstadt mit spätgotischem Laubengang, baugeschichtlich, stadtgeschichtlich und platzbildprägend von Bedeutung. Östliches der Häuser der langen Läuben. Spätgotische Arkaden mit Kreuzgratgewölben. Eckpfeiler im Nordosten mit Jahreszahl 1666. Im zweiten Obergeschoss ionische Säulenreihe, in deren Mitte innerhalb einer Nische ein hölzerner, bronzierter Merkur mit der Jahreszahl 1533. Schaufenster 2. Hälfte 19. Jahrhundert.1978 Einsturz, nur die Fassade steht. LKG. | 09282089 |
|                                         | Wohnhaus in geschlossener Bebauung | Untermarkt 3 (Karte)                                        | 15. Jahrhundert                                                                                                 | Teil der ältesten Bebauung der Görlitzer Altstadt mit spätgotischem Laubengang und darüberliegender Barockfassade, baugeschichtlich, stadtgeschichtlich und platzbildprägend von Bedeutung. Erbaut spätes Mittelalter bis Frührenaissance, 1535. Inschriftliche Jahreszahl 1716 am mittleren Pfeiler. Gehört zu Häusern der langen Läuben. Umbau 1716 in barocker Manier. Gotisches Netzgewölbe. LKG und LKD. | 09282090 |
|                                         | Wohnhaus in geschlossener Bebauung, mit Gaststätte Goldener Baum | Untermarkt 4 (Karte)                                        | Bezeichnet mit 1538, Kern älter                                                                                 | Teil der ältesten Bebauung der Görlitzer Altstadt mit Laubengang, baugeschichtlich, stadtgeschichtlich und platzbildprägend von Bedeutung. Mittelalterlicher Kern, 1538 datiert. Renaissance-Fassaden. LKG und LKD. 1436 Besitzer Nikolaus Horschel. | 09282091 |
| Weitere Bilder                          | Wohnhaus in geschlossener Bebauung | Untermarkt 5 (Karte)                                        | Um 1500 | Spätgotisches Hallenhaus mit Laubengang, um 1500 von Hans Frenzel ausgebaut, mit Kapelle um 1510 mit Wandmalereien (Schatzkammer), baugeschichtlich und künstlerisch von Bedeutung. Spätbarocker Umbau 1790. Später Wohnungseinbauten und Umbauten im Erdgeschoss Wandmalerei mit Darstellung eines Jung- oder Lebensbrunnens im Inneren. Schatzkammer 1515. | 09282092 |
| Weitere Bilder                          | Altes Rathaus mit allen alten Flügeln zwischen Untermarkt, Langenstraße, Brüderstraße und Apothekergasse: Rathaus mit Hauptbau und Turm (Untermarkt 6), der Münze (Untermarkt 7) und Renaissancehaus (Untermarkt 8), dem südlichen Gerichtsflügel an der Brüderstraße sowie durch westlichen Archivflügel (siehe Apothekergasse 7) und kleinen Ratssitzungssaal umschlossenen Hof                              | Untermarkt 6, 7, 8 (Karte)                                  | Um 1369 (Rathaus); 1511–1516 (Turm)                                                                             | Ursprung ist Gerichtsstelle mit Rathaus, baugeschichtlich, künstlerisch, ortsgeschichtlich, stadtgeschichtlich und platzbildprägend von Bedeutung. Seit dem 14. Jahrhundert immer erweitert. Ab 1530 Umbau durch Wendel Roskopf d. Ä. 1511–1516 Rathausturm unter Werkmeister Albrecht Stieglitzer, barocke Haube nach 1742. Über der Pforte am Turmrand Wappen von Matthias Corvinus, bezeichnet mit 1488. 1537/38 Rathaustreppe, 1556 Renaissanceportal. 1564 Gerichtserker durch Wendel Roskopf d. J.Turmuhr von Bartholomäus Scultetus, bezeichnet mit 1584 und 1743. Mondphasenkalender 1584. Barocklauben 1742. Entstehung als Gerichtsbau. Portal, Treppe und Kanzel 1537. Umbau 1770 von Flügel an der Brüderstraße. Freitreppe 1537 von Wendel Roskopf. Decke im Ratsarchiv von 1568. Bruchsteinmauerwerk, Biberschwanzdeckung. LKD und LKG. Herzstück bildet der Kleine Sitzungssaal mit seiner prachtvollen Ausstattung in Spätgotik und Renaissance. Das Görlitzer Ratsarchiv gehört zu den bedeutendsten Kommunalarchiven Sachsens. Barocker Stuck ziert das Gewölbe der Königsstube, das Amtszimmer des Oberbürgermeisters. Mit dem Erweiterungsbau 1902/03 kam auch der Ratskeller mit seiner Jugendstilausstattung dazu. | 09282109 |
|                                         | Wohnhaus mit Laden in geschlossener Bebauung, Eckhaus | Untermarkt 9 (Karte)                                        | 18. Jahrhundert                                                                                                 | Teil der mittig auf dem Untermarkt angelegten Häuserzeile, baugeschichtlich von Bedeutung Haus Bestandteil der platzmittigen Zeile. Pilzläuben. LKG und LKD. | 09282094 |
|                                         | Wohnhaus in geschlossener Bebauung, mit Laden | Untermarkt 10 (Karte)                                       | Nach 1525 | Teil der mittig auf dem Untermarkt angelegten Häuserzeile, baugeschichtlich und hausgeschichtlich von Bedeutung. Haus Bestandteil der platzmittigen Zeile. LKD und LKG. Bis in das 2. Obergeschoss einheitlicher Renaissancebau, der aus der Zusammenlegung zweier gotischer Bauten mit je 3,5 m Breite entstand. | 09282093 |
|                                         | Wohnhaus in geschlossener Bebauung, mit Laden | Untermarkt 11 (Karte)                                       | Renaissance und Barock                                                                                          | Teil der mittig auf dem Untermarkt angelegten Häuserzeile, baugeschichtlich und hausgeschichtlich von Bedeutung. Haus Bestandteil der platzmittigen Zeile. Laden und Haustür 2. Hälfte 19. Jahrhundert, LKD und LKG. | 09282095 |
|                                         | Wohnhaus in geschlossener Bebauung | Untermarkt 12 (Karte)                                       | Bezeichnet mit 1526                                                                                             | Teil der mittig auf dem Untermarkt angelegten Häuserzeile, baugeschichtlich und hausgeschichtlich von Bedeutung. Haus Bestandteil der platzmittigen Zeile. Kein eigener Eingang, Zugang nur von Nummer 11 und vom Mittelgang der platzmittigen Zeile. Fassadeneingriff 1878. Im 3. Obergeschoss Barockbalkon. LKD und LKG. | 09282096 |
|                                         | Wohnhaus in geschlossener Bebauung | Untermarkt 13 (Karte)                                       | Renaissance und Barock                                                                                          | Teil der mittig auf dem Untermarkt angelegten Häuserzeile, baugeschichtlich und hausgeschichtlich von Bedeutung. Haus Bestandteil der platzmittigen Zeile. Eingang von Ostseite des Häuserblocks. Unter Mittelkonsole Wappen in plastischer Sandsteinarbeit. LKD und LKG. | 09282097 |
| Weitere Bilder                          | Stadtwaage; Gebäude in geschlossener Bebauung, Eckhaus | Untermarkt 14 (Karte)                                       | Gotischer Kern 1453; bezeichnet mit „1600 erbaut“                                                               | Teil der mittig auf dem Untermarkt angelegten Häuserzeile, hier wurden die in der Stadt eintreffenden Waren registriert, bewertet und verzollt, spätgotisches Untergeschoss, baugeschichtlich, ortsgeschichtlich und platzbildprägend von Bedeutung. Haus Bestandteil der platzmittigen Zeile. Gebäude von Jonas Roßkopf erbaut. Im Inneren Schlussstein mit dem Namen des Bartholomäus Scultetus und Jahreszahl 1600. Reicher plastischer Schmuck. LKD und LKG. Aufbauend auf ein spätgotisches Untergeschoss entstand hier um 1600 ein äußerlich schlichtes Renaissancegebäude. Bestimmend für die Fassade sind die dem Erdgeschoss vorgesetzten Säulen mit ihren ionischen Kapitellen und den Büstenkonsolen. Drei der Büsten sind konkrete Bildnisse: die Figur mit dem Zirkel stellt Jonas Roßkopf, den Baumeister des Hauses, die Figur mit der Kelle den Maurermeister Elias Ebermann und die mit dem Gewicht den Waagemeister Andreas Alert dar. Die anderen Figuren sind Phantasiegestalten. Im Inneren des Hauses sind ein nahezu das gesamte Erdgeschoss überspannendes spätgotisches Gewölbe und in den Obergeschossen mehrere bemalte barocke Holzbalkendecken erhalten. | 09282098 |
| Weitere Bilder                          | Neues Kaufhaus; Börse | Untermarkt 15, 16 (Karte)                                   | Bezeichnet mit 1704–1714                                                                                        | Palaisartiger Barockbau, nach drei Seiten offen, mit bemerkenswertem Barockportal, Teil der mittig auf dem Untermarkt angelegten Häuserzeile, baugeschichtlich und platzbildprägend von Bedeutung. Haus Bestandteil der platzmittigen Zeile. 1714 Portal eingestellt mit Wappen der vier Bürgermeister. Seit 1784 Milichsche Bibliothek, zu der Zeit Veränderung am Portal. | 09282099 |
| Weitere Bilder                          | Neues Rathaus | Untermarkt 17, 18 (Karte)                                   | 1900–1906 (Rathaus); 1977 (Paternoster)                                                                         | 1895 Architektenwettbewerb um Neubau, ausgeführter Entwurf von Architekt Kröger aus Wilmersdorf, Abriss von Untermarkt 17, 18 und 8 sowie Jüdenstraße 1, heutiger Paternoster von 1977. Technisches Denkmal, baugeschichtlich, ortsgeschichtlich und platzbildprägend von Bedeutung. An Ecke Langenstraße Laubenpfeiler bezeichnet mit 1545. Portal an Nummer 18 bezeichnet mit 1721. Portal wurde 1902 vom Haus Fischmarkt 15 bei dessen Abbruch für den Schulneubau nach der Jüdenstraße (1) versetzt, diente als Zugang zum Polizeigefängnis im Neuen Rathaus. Oberbürgermeister Büchtemann. Untermarkt 18 Verteilungsstelle des Neuen Consum-Vereins seit 1887. | 09282100 |
|                                         | Wohnhaus mit Laden in geschlossener Bebauung, Eckhaus | Untermarkt 19 (Karte)                                       | 16. Jahrhundert                                                                                                 | Teil der ältesten Bebauung am Untermarkt, ursprünglich ein Grundstück mit Rosenstraße 10 / Jüdenstraße 19, baugeschichtlich und städtebaulich von Bedeutung. Laden Mitte 19. Jahrhundert. | 09282101 |
|                                         | Wohnhaus in geschlossener Bebauung, mit Laden | Untermarkt 20 (Karte)                                       | 16. Jahrhundert                                                                                                 | Baugeschichtlich und städtebaulich von Bedeutung. Fassade beim Umbau um 1725 verändert. Laden 2. Hälfte 19. Jahrhundert. LKD und LKG. | 09282102 |
|                                         | Wohnhaus in geschlossener Bebauung, mit Laden mit originaler Front | Untermarkt 21 (Karte)                                       | 18. Jahrhundert, wohl um 1725                                                                                   | Baugeschichtlich und städtebaulich von Bedeutung. 3. Obergeschoss Mitte 19. Jahrhundert aufgesetzt. Laden Ende 19. Jahrhundert. | 09282103 |
| Weitere Bilder                          | Wohnhaus (Kaufmannshaus) in geschlossener Bebauung, mit Hofflügel (ehemaliges Brauhaus) | Untermarkt 22 (Karte)                                       | 15. Jahrhundert                                                                                                 | Hinterhaus zu Rosenstraße 8, baugeschichtlich, hausgeschichtlich und platzbildprägend von Bedeutung. Umbauten um 1500, 1525 und 1726. Spätgotisches Portal mit Flüsterbogen von 1525. LKD und LKG. | 09282104 |
| Weitere Bilder                          | Wohnhaus in geschlossener Bebauung, mit Laden | Untermarkt 23 (Karte)                                       | Bezeichnet mit 1536                                                                                             | Mit Renaissancefassade und Volutengiebel, baugeschichtlich und platzbildprägend von Bedeutung. Laden aus dem 18. Jahrhundert (Konditorei). An Konsolen des 1. Obergeschosses Jahreszahl 1536. LKD und LKG. | 09282105 |
| Weitere Bilder                          | Bürgerhaus mit Ratsapotheke in geschlossener Bebauung, Eckhaus, dazu zwei Sonnenuhren | Untermarkt 24 (Karte)                                       | 1552 (Wohnhaus); seit 1771 (Apotheke); 1550 (Uhr)                                                               | Bauherr war Sebastian Schütze, zum Grundstück gehören zwei weitere Gebäudeteile, siehe Peterstraße 1, baugeschichtlich, ortsgeschichtlich und platzbildprägend von Bedeutung. Lemper (Görlitz. Eine historische Topographie) S. 105: „Bauherr war der reiche und einflußreiche Sebastian Schütze, ein Anhänger des Liegnitzer Reformators Caspar Schwenkfeld von Osseg.“ Zwei Giebel zur Peterstraße, Eckerker (um 1550). Bauflucht an Peterstraße älterer Teil des Hauses. LKD und LKG. Erdgeschossumbau Marktseite um 1750, Ratsapotheke 1771. 1771 verlegt Benjamin August Struve seine Apotheke als eine der ältesten Apotheken Deutschlands vom Westflügel des Rathauses hierher. Zwei Sonnenuhren an der Südseite der Fassade, 1550 von Zacharias Scultetus geschaffen. | 09282106 |
|                                         | Wohnhaus in geschlossener Bebauung | Untermarkt 25 (Karte)                                       | Bezeichnet mit 1539 und späterer Umbau                                                                          | Mit Laubengang, baugeschichtlich, hausgeschichtlich und platzbildprägend von Bedeutung. Im 1. Obergeschoss über drei Zimmer zum Untermarkt eine Renaissance-Holzbalkendecke, dazu an der Front (vermauerte) Renaissance-Säulen zwischen den Fenstern. Die Decke zerstückt über drei Zimmer mit barocken Stuckdecken. Mittelalterlicher Kern von 1525 bzw. vor 1539, Umbau nach Brand 1726. Von ehemaligen Läden heute nur noch große Fenster vorhanden. LKD und LKG. | 09282107 |
| Weitere Bilder                          | Gasthof Brauner Hirsch in geschlossener Bebauung, Eckhaus | Untermarkt 26 (Neißstraße 1, 2) (Karte)                     | Bezeichnet mit 1486 (Arkaden)                                                                                   | Mit Laubengang, 1403 im Besitz von Peter Schönheinze, 1722 als Gasthof „Brauner Hirsch“ mit Brauhof und Ausspannung eröffnet, baugeschichtlich, hausgeschichtlich, ortsgeschichtlich und platzbildprägend von Bedeutung. Arkaden datiert 1486. | 09282108 |
| Weitere Bilder                          | Straßen der Historischen Altstadt mit Bürgersteigen und Granitpflasterungen | Verrätergasse (Karte)                                       | 19. Jahrhundert                                                                                                 | Stadtgeschichtlich und straßenbildprägend von Bedeutung | 09302847 |
|                                         | Straßen der Historischen Altstadt mit Bürgersteigen und Granitpflasterungen | Weberstraße (Karte)                                         | 19. Jahrhundert                                                                                                 | Stadtgeschichtlich und straßenbildprägend von Bedeutung | 09302847 |
| Weitere Bilder                          | Ameißsches Haus; Wohnhaus in geschlossener Bebauung, Eckhaus | Weberstraße 1 (Hauptanschrift: Neißstraße 30) (Karte)       | 1726/1729 | Erbaut vom Leinen- und Damastkaufmann Johann Christian Ameis, baugeschichtlich und ortsgeschichtlich von Bedeutung. Barocke, dreigeschossige Vierflügelanlage. Von 1776 bis 1803 hier die Post. Heute Museum. Umbauten 19. Jahrhundert. | 09282264 |
| Weitere Bilder                          | Wohnhaus und Gasthof in geschlossener Bebauung | Weberstraße 2 (Karte)                                       | Um 1860 | Baugeschichtlich und städtebaulich von Bedeutung. Originale Haustür, zweistöckiger Keller, bebänderte Eisentür als Kellereingang. | 09282265 |
|                                         | Wohnhaus in geschlossener Bebauung, Eckhaus | Weberstraße 3 (Hauptanschrift: Handwerk 1) (Karte)          | 16. Jahrhundert                                                                                                 | Baugeschichtlich und städtebaulich von Bedeutung. Originale Haustür. | 09282267 |
|                                         | Kreuzbäckerei; Wohnhaus in geschlossener Bebauung, Eckhaus | Weberstraße 4 (Handwerk 23) (Karte)                         | 16. Jahrhundert; Wiederaufbau nach Brand 1726                                                                   | Im Kern Renaissance, baugeschichtlich und hausgeschichtlich von Bedeutung. Haus dreizonig. Bekanntester Eigentümer war Jorge der Maler. | 09282268 |
|                                         | Wohnhaus in geschlossener Bebauung, mit Laden um 1850 | Weberstraße 5 (Karte)                                       | 1836 | Baugeschichtlich und städtebaulich von Bedeutung. Ehemaliges Seitengebäude zu Weberstraße 4. Mehrfach erneuerter Bau. Originale Fenster und Haustür. LKD und LKG. | 09282266 |
|                                         | Wohnhaus in geschlossener Bebauung | Weberstraße 6 (Karte)                                       | 1880er Jahre | Baugeschichtlich und städtebaulich von Bedeutung. Kernbau nach Stadtbrand 1726, Umbau 2. Hälfte 19. Jahrhundert. | 09282271 |
|                                         | Wohnhaus in geschlossener Bebauung | Weberstraße 7 (Karte)                                       | Um 1850 | Baugeschichtlich und städtebaulich von Bedeutung. Mit Bausubstanz aus Zeit nach Stadtbrand 1726. Dachausbau 2. Hälfte 19. Jahrhundert. Rückseitig zwei Hechtgauben. Interessante mittelalterliche Keller (Tonnen). LKD und LKG. | 09282270 |
|                                         | Wohnhaus in geschlossener Bebauung, mit rechtem Hofflügel und Läden mit originaler Front | Weberstraße 8 (Karte)                                       | Kern nach 1726                                                                                                  | Baugeschichtlich und städtebaulich von Bedeutung. Bau um die Mitte des 19. Jahrhunderts, wohl mit Verwendung älterer Fassade aus der Bauzeit nach 1726. Originale Haustür. Hofflügel mit hübschem Medaillon und Männerprofil. LKD und LKG. | 09282272 |
|                                         | Wohnhaus in geschlossener Bebauung, mit Läden mit originalen Fronten | Weberstraße 9 (Karte)                                       | Nach 1726 | Läden von 1910, Kern Renaissance oder barock mit starken Veränderungen im 19. Jahrhundert, baugeschichtlich und städtebaulich von Bedeutung. Datierung nach Stadtbrand 1726. Schönes originales Portal (?) und alte Fenster. LKD und LKG. Waschhaus mit schönem Oberlicht. | 09282273 |
|                                         | Wohnhaus in geschlossener Bebauung | Weberstraße 10 (Karte)                                      | Nach 1726 | Barockhaus, baugeschichtlich und städtebaulich von Bedeutung. Schlichter Barockbau. Im Erdgeschoss hofseitig offenbar ältere Baureste. Türblätter des Portals klassizistisch, Barockportal. Schöne Fenster um 1850. Hofgebäude ruinös. Innen guterhaltene Barock-Stuckdecken aus der Bauzeit. LKD und LKG. – 11. April 2002: Abbruch von Hinterhaus und Garagen. genehmigt | 09282274 |
|                                         | Wohnhaus mit Läden in geschlossener Bebauung, Eckhaus, dazu das angebaute Nebengebäude Jakob-Böhme-Straße 3 | Weberstraße 11 (Jakob-Böhme-Straße 2, 3) (Karte)            | Gotisch, 15./16. Jahrhundert                                                                                    | Baugeschichtlich, hausgeschichtlich und straßenbildprägend von Bedeutung. Streichung 2015 Jakob-Böhme-Straße 4, Nebengebäude, Haus weist kaum noch Originalsubstanz auf. Aus spätmittelalterlichem Brauhof errichtet. Wohnhaus Weberstraße 11/Jakob-Böhme-Straße 2: Portal vielleicht erst 1779. Läden 2. Hälfte 19. Jahrhundert. Strebepfeiler an Südseite nach Stadtmauerabbruch an dieser Stelle 1845 entstanden. Inschrift rechts vom Hauseingang. Gotischer Dachstuhl. LKD und LKG. Nebengebäude Jakob-Böhme-Straße 3 und Wohnhaus Jakob-Böhme-Straße 4 (18. Jahrhundert) ursprünglich Nebengebäude zu Weberstraße 11. Das waren sicher zunächst zwei Giebelhäuser zur Weberstraße, wobei sich das südliche steile Dach im Dach entlang der Jakob-Böhme-Straße erhalten hat. Es wurde nach vorn abgewalmt in das neue Traufdach, was nun beide einstige Giebelhäuser zur Weberstraße überfängt, eingebunden. | 09282276 |
|                                         | Wohnhaus in geschlossener Bebauung, Eckhaus zur Elisabethstraße | Weberstraße 12 (Elisabethstraße 26) (Karte)                 | 1851 | Klassizistische Fassade, baugeschichtlich und städtebaulich von Bedeutung. Eckbalkon im 1. Obergeschoss mit schönem Gitter. Originale Haustür. Kleiner Lichthof. Nach Lemper, Görlitz-Topographie, der erste Bau des neuen Straßenzuges vollkommen mit neuen Mietshäusern. | 09282237 |
|                                         | Wohnhaus in geschlossener Bebauung, Eckhaus | Weberstraße 13 (Hauptanschrift: Krischelstraße 5) (Karte)   | Um 1850 | Baugeschichtlich und städtebaulich von Bedeutung. Durch Fünfgeschossigkeit Höhenverhältnisse der Straßenfluchten der Weberstraße beeinträchtigt. Eines der ersten Mietshäuser der Görlitzer Altstadt (?). Spätklassizistischer Einschlag. Erdgeschoss verändert. Originale Haustür. LKD. | 09282344 |
|                                         | Wohnhaus in geschlossener Bebauung, mit Läden | Weberstraße 14 (Karte)                                      | Um 1850 | Baugeschichtlich und städtebaulich von Bedeutung. Fassade glatt überformt, originale Haustür. Neues Treppenhaus. LKD. | 09282251 |
|                                         | Wohnhaus in geschlossener Bebauung | Weberstraße 15 (Karte)                                      | Um 1850 | Baugeschichtlich von Bedeutung | 09282252 |
|                                         | Wohnhaus in geschlossener Bebauung, mit Laden mit originaler Front des ausgehenden 19. Jahrhunderts | Weberstraße 16 (Karte)                                      | Um 1850 | Baugeschichtlich und städtebaulich von Bedeutung. Originale Haustür. | 09282253 |
|                                         | Wohnhaus in geschlossener Bebauung | Weberstraße 17 (Karte)                                      | Um 1850 | Baugeschichtlich und städtebaulich von Bedeutung | 09282254 |
|                                         | Wohnhaus mit Läden in geschlossener Bebauung, mit Hinterhaus | Weberstraße 18 (Karte)                                      | Nach 1726 | Barockbau, baugeschichtlich und städtebaulich von Bedeutung. Datierung nach Stadtbrand 1726. Schlichter schöner Barockbau, viergeschossig. Läden um 1910. Originale Haustür. | 09282255 |
|                                         | Wohnhaus mit Laden in geschlossener Bebauung, Eckhaus | Weberstraße 19 (Hauptanschrift: Bäckerstraße 5) (Karte)     | 1838/39 | Spätklassizistisch, mit Laden, baugeschichtlich und städtebaulich von Bedeutung. Abgeschrägte Ecke zur Weberstraße. LKD und LKG. | 09282257 |
|                                         | Wohnhaus in geschlossener Bebauung, Eckhaus | Weberstraße 20 (Hauptanschrift: Bäckerstraße 4) (Karte)     | Nach 1852 | Baugeschichtlich und städtebaulich von Bedeutung. Im Erdgeschoss große Fenster mit Segmentbögen. Originale Fenster und Tür. Bau mit spätklassizistischer Prägung. LKD. | 09282259 |
|                                         | Wohnhaus in geschlossener Bebauung | Weberstraße 21 (Karte)                                      | Nach 1852 | Baugeschichtlich und städtebaulich von Bedeutung. Ehemals Hinterhaus zu Untermarkt 1, nach Verbreiterung der Weberstraße 1852 auf neuer Bauflucht errichtet. Spätklassizistische, schlichte Form. Originale Haustür und Fenster. | 09282260 |
| Weitere Bilder                          | Wohnhaus in geschlossener Bebauung, mit Laden, Eckhaus zum Untermarkt | Weberstraße 22 (Untermarkt 1) (Karte)                       | Nach 1853 | Ersetzte ein Laubenhaus mit Prägung und Fassade um 1600, baugeschichtlich und städtebaulich von Bedeutung. Möglicherweise Reste des abgerissenen Vorgängers. Laden mit originaler Front. Originale Haustür. | 09282261 |

## Ehemaliges Denkmal
| Bild                                    | Bezeichnung                        | Lage                    | Datierung                 | Beschreibung                                                                         | ID       |
| --------------------------------------- | ---------------------------------- | ----------------------- | ------------------------- | ------------------------------------------------------------------------------------ | -------- |
| Direkt Bild zu diesem Denkmal hochladen | Wohnhaus in geschlossener Bebauung | Nonnenstraße 17 (Karte) | 1. Hälfte 18. Jahrhundert | Baugeschichtlich von Bedeutung, originale Haustür. Zwischen 2008 und 2011 abgerissen | 09284988 |

## Tabellenlegende
- Bild: Bild des Kulturdenkmals, ggf. zusätzlich mit einem Link zu weiteren Fotos des Kulturdenkmals im Medienarchiv Wikimedia Commons. Wenn man auf das Kamerasymbol klickt, können Fotos zu Kulturdenkmalen aus dieser Liste hochgeladen werden:
- Bezeichnung: Denkmalgeschützte Objekte und ggf. Bauwerksname des Kulturdenkmals
- Lage: Straßenname und Hausnummer oder Flurstücknummer des Kulturdenkmals. Die Grundsortierung der Liste erfolgt nach dieser Adresse. Der Link (Karte) führt zu verschiedenen Kartendiensten mit der Position des Kulturdenkmals. Fehlt dieser Link, wurden die Koordinaten noch nicht eingetragen. Sind diese bekannt, können sie über ein Tool mit einer Kartenansicht einfach nachgetragen werden. In dieser Kartenansicht sind Kulturdenkmale ohne Koordinaten mit einem roten bzw. orangen Marker dargestellt und können durch Verschieben auf die richtige Position in der Karte mit Koordinaten versehen werden. Kulturdenkmale ohne Bild sind an einem blauen bzw. roten Marker erkennbar.
- Datierung: Baubeginn, Fertigstellung, Datum der Erstnennung oder grobe zeitliche Einordnung entsprechend des Eintrags in der sächsischen Denkmaldatenbank
- Beschreibung: Kurzcharakteristik des Kulturdenkmals entsprechend des Eintrags in der sächsischen Denkmaldatenbank, ggf. ergänzt durch die dort nur selten veröffentlichten Erfassungstexte oder zusätzliche Informationen
- ID: Vom Landesamt für Denkmalpflege Sachsen vergebene, das Kulturdenkmal eindeutig identifizierende Objekt-Nummer. Der Link führt zum PDF-Denkmaldokument des Landesamtes für Denkmalpflege Sachsen. Bei ehemaligen Kulturdenkmalen können die Objektnummern unbekannt sein und deshalb fehlen bzw. die Links von aus der Datenbank entfernten Objektnummern ins Leere führen. Ein ggf. vorhandenes Icon  führt zu den Angaben des Kulturdenkmals bei Wikidata.